# フェミニズム
フェミニズムは、政治的・経済的・個人的・社会的な面におけるジェンダーの平等を確立することを目指す、一連の社会運動と思想のことである。フェミニズムは、現代の社会が家父長制を基礎とし、男性の視点を優先し、女性が不当な扱いを受けていると主張する。フェミニズムは、女性の自由と平等についての思想として始まったが、現代では女性のためだけの思想にはとどまらず、男女という二分的なカテゴリーの自明性を問い直すことで、多様な性のあり方にも射程を広げてきた。
フェミニズム運動は、特に18世紀以降に形成された、女性であることは男性であることよりも不利な立場にあるという認識を共有する行動・問いかけ・要求の複合体としてとらえらえる。フェミニストは、レイプ・性的虐待・望まない妊娠といった暴力や、女性の権利の制限（親権・土地所有権・参政権・強制労働・医療アクセスなど）、女性の貧困、学歴の差などを問題化し、改善・変革を要求してきた。フェミニズム運動は、特に西洋社会において、さまざまな女性の権利を改善するための主要な原動力になってきたとしてほぼ普遍的に評価されている。
長年にわたる運動の展開の中で、フェミニズムの中にも異なる視点や立場が生まれ、特に「リベラル・フェミニズム」「社会主義フェミニズム」「ラディカル・フェミニズム」が三大潮流とされる。リベラル・フェミニズムは、法・文化などでのジェンダー平等を求め、性別によって異なる扱いを受けない個人の権利を追求する。社会主義フェミニズムは、女性抑圧の根源を資本主義に求め、平等達成のためには体制変革が必要とし、他の非抑圧集団との連携も重視する。ラディカル・フェミニズムは、あらゆる抑圧の根源に男性支配があるとし、男女の分離を唱え、「女性」という集団の独自性を強調する。
20世紀後半以降、従来のフェミニズム運動が、白人・中流階級の異性愛者やシスジェンダーの視点に偏重する（「ホワイト・フェミニズム」「トランス排除的ラディカルフェミニズム」）として批判され、「ブラック・フェミニズム」や「インターセクショナル・フェミニズム」などが生まれた。これらのフェミニズムでは、「女性たち」の経験を性差別の文脈だけに回収せず、人種・階級・民族・地域などの要素と交差的にとらえることが重要とされる 。他にも多様なフェミニズムが展開し、社会学者の上野千鶴子は「フェミニストが一枚岩でいるよりも、多様性があるほうがずっといい」と述べる。
また、フェミニズムの主張は主に女性の権利に焦点を当てるものの、伝統的な家父長制のあり方は男性にも有害であるという考え方から、フェミニズムの目的には男性解放も含まれると主張されることもある。一方、フェミニズムは男性蔑視を助長し、女性の利益を男性の上に置くという主張もあり、特にラディカル・フェミニズムの立場が男性にも女性にも有害であると批判されることもある。

## 歴史

### 由来
フェミニストの先駆者とされるのはメアリ・ウルストンクラフトで、1792年に『女性の権利の擁護』という著書を発表し、教育の男女平等・女性の経済的自立・女性の政治参加、制度面の男女平等を主張した。また、同時期のフランス革命の際に、ニコラ・ド・コンドルセが女性の市民権・参政権を主張している。
「フェミニズム」という言葉の出自については諸説ある。フランスのユートピア社会主義者のシャルル・フーリエが1837年に「フェミニズム（féminisme）」という言葉を作ったとされるが、著作にはその痕跡がない。「フェミニズム」という言葉の初出は1871年のフランスの医学論文で、ある男性が結核の苦しみにより「女性的な特性」を持つようになったという文脈で用いられている。この用法から着想を得て、1872年のアレクサンドル・デュマ・フィスのエッセイで、女性の権利を支持する男性を指して「フェミニスト」の語が使われた。ここからフェミニズムの概念が広がり、1872年にオランダ、1890年代にイギリス、そして1910年にアメリカ合衆国で広まった。20世紀初頭には、チリ・ハンガリー・アルゼンチン・フィリピンなどで雑誌や組織の名前としてフェミニズムが冠せられ、日本でカタカナ語としての「フェミニズム」の議論がなされるなど、世界中へ広がりを見せた。
歴史的な時期や文化・国によって、フェミニストは異なる要因・目標から活動してきた。西洋のフェミニスト歴史家の多くは、女性の権利を獲得するための運動は、その運動が自らを「フェミニズム」と称していなくとも、すべてフェミニズムとみなすべきであるとする。一方で、「フェミニズム」の語は現代のフェミニズム運動とその後継に限定すべきだと主張する学者もおり、その場合、早期の運動は「プロトフェミニズム」と呼ばれて区別される。
ただし、こうしてイギリス・フランス・アメリカなどの白人市民をフェミニズムの最初の発信地としてみなすことは、グローバルな視点に欠けているという批判もあり、元奴隷の詩人フィリス・ホイートリー、エジプトのラシード女性会議（1799年）、シエラレオネでの世帯主全員（三分の一は女性）の投票権成立（1792年）などをフェミニズムの起点として挙げるべきという主張もある。

### 区分
特に西洋におけるフェミニズム運動の歴史は、いくつかの「波」に分けられる。第一波は、19世紀から20世紀初頭の女性参政権運動（サフラジェット）である。第二波は、1960年代に始まった女性解放運動で、女性の法的・社会的平等を訴えた。第三波は、1992年前後に名乗られるようになり、個人の自由と多様性に焦点を当てた。さらに、2012年頃から、第四波の存在が主張され始めた。第四波は、SNSを用いてセクハラや女性への暴力、レイプカルチャーと戦うことを特徴とし、その代表的な例が＃MeToo運動である。

### 19世紀から20世紀初頭（第一波フェミニズム）
第一波フェミニズムは、19世紀から20世紀初頭にかけて活動し、イギリス・アメリカでは女性の平等な契約・結婚・育児・財産権の促進に焦点を当てた。もともとイギリスでは、1839年未成年者監護法によって、女性に初めて子どもを監護する権利が与えられた。他にも、1870年有夫女財産法などが制定され、これが他のイギリス領でもモデルとなり、1897年までに他のオーストラリア植民地で同様の法が成立した。こうして、19世紀の終わり頃、フェミニズム運動は主に政治的権力の獲得、特に女性参政権の確立に向けられ、他にも女性のセクシュアリティやリプロダクティブ・ヘルス・ライツ、経済的権利のために活動した。最初に女性参政権が実現したのは1893年のイギリス植民地のニュージーランドであり、これに続き、1894年に南オーストラリアで、1902年にオーストラリア全土で女性参政権が認められた。
イギリスでは、サフラジェットや婦人参政権協会全国同盟（NUWSS）が女性の投票権を求めて活動し、1918年に30歳以上で財産を持つ女性に投票権が認められ、1928年にはこの権利が21歳以上のすべての女性に拡大された。
アメリカでは、奴隷制廃止運動に従事していたルクレシア・モット、エリザベス・キャディ・スタントン、スーザン・B・アンソニーらが女性参政権を推進した。その背景には、男女が神の前で平等であるとするクエーカーの教えの影響があった。アメリカにおける第一波フェミニズムは、1919年のアメリカ合衆国憲法修正第19条によって女性の全国的な選挙権の承認がなされたことで終結したとされ、「第一波」という語は第二波フェミニズムという言葉が使われ始めた後に遡って名付けられたものである。
ドイツでは、クララ・ツェトキンといったフェミニストが、社会主義を通して機会均等や女性参政権を実現するために活動した。彼女は1891年から1917年までドイツ社会民主党の女性新聞の編集を務め、1907年には新設された女性局のリーダーとなり、ドイツにおける社会主義フェミニズムの発展に寄与した。「国際女性デー」の提唱をしたことでも知られる。
植民地における女性参政権運動は複雑な要素を持つことが多く、たとえばフィリピンにおいては、女性参政権を求める運動が、宗主国（スペイン・アメリカ）への協力とみなされることもあった。そこで、ピラー・ヒダルゴ・リムらは、伝統的な女性衣装を身につけながらフェミニズム運動を行うという方法を取り、1937年にフィリピンで女性参政権が成立した。また、大日本帝国植民地下の朝鮮では、1929年の光州学生事件で、許貞淑らが民族差別・性差別的な教育政策の撤廃を総督府に要求した。
中国では、新文化運動の時期に、伝統的な儒教規範を改変し、一夫一婦の小家族制の中で女性は伝統的抑圧から解放されると主張されたが、実際には女性は「新良妻賢母」の家庭内役割を求められた。1930年代、中国共産党の勢力下では、女性選挙権の導入・女性大学の開設などがなされたが、毛沢東の整風運動によって否定され、丁玲などはこうした旧来的なジェンダー観を批判した。中華人民共和国成立後は、階級解放されたことによって女性解放もなされたという主張がなされることが多かったが、女性の賃金は低く、家庭内での負担も女性が負うという状況は変わらなかった。
日本では、戦前から選挙権獲得運動を推進していた市川房枝などの女性運動家によって、終戦直後に「戦後対策婦人委員会」が組織され、日本政府とGHQに対して婦人参政権と政治的権利を要求した。その後も「主婦連合会（主婦連）」など、女性が担い手となった政治結社がいくつも作られたが、この時期の組織は食糧獲得や物価高騰への抵抗など、生活を再建させる上での主婦や母という性別役割を完全に果たすたことが動機である「婦人」の組織が主であった。
アラブ地域では、エジプトやアラブの「フェミニズムの父」とされるカーシム・アミーンが1899年に『女性の解放』を著し、男女の間の本質的な平等を求め、そのための社会改革を主張した。アミーンは、西洋の思想を受けながら、男性と同じ地位を得ることは女性の権利であると述べ、これをイスラームの解釈や実践を通じて提案した。1923年、フーダ・シャーラーウィーがエジプト人フェミニスト団体連盟を設立し、エジプトの女性が男性と同等の政治的・社会的権利を得ることを目標に据えた。また、イランでは、1905年のイラン立憲革命がイランのフェミニズム運動のきっかけとなり、教育・結婚・キャリア・法的権利の平等を目指した。
この時期に女性参政権が実現した背景には、第一次世界大戦が国家総力戦であり、それまで私的領域にとどめ置かれていた女性の労働力が必要になったという背景がある。多くの指導者が、女性を工場労働や公共交通の運転員などに駆り出すため、女性動員と引き換えに女性参政権の実現を約束した。戦時中の女性の職業参加の増大や、戦後の女性参政権の実現は、実質的な男女平等をもたらすと期待されていたが、実際にはそうはならず、むしろ家庭性が強化されて戦前に得たものすら失ったという見方もある。

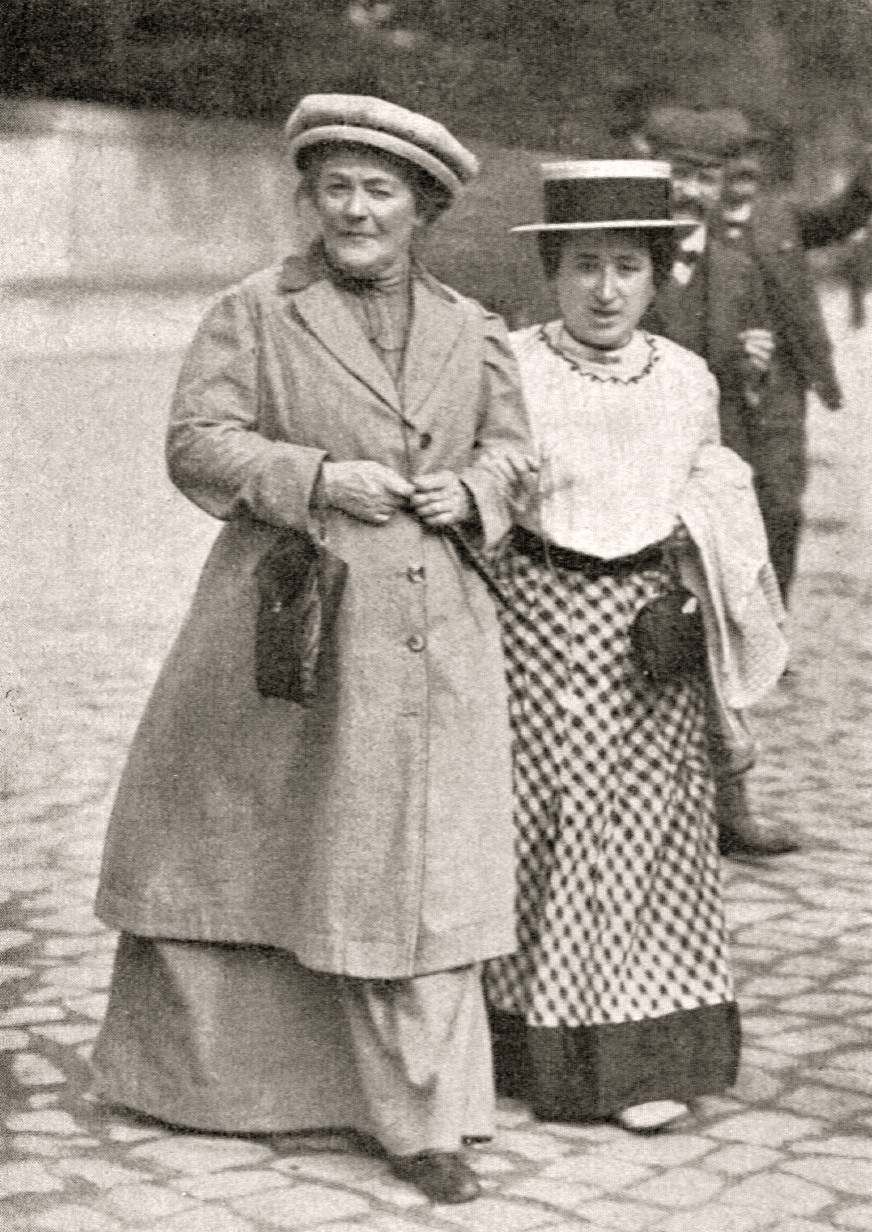
クララ・ツェトキン（左）とローザ・ルクセンブルク（右）。1910年1月。ツェトキンは国際女性デーの発起人の一人。
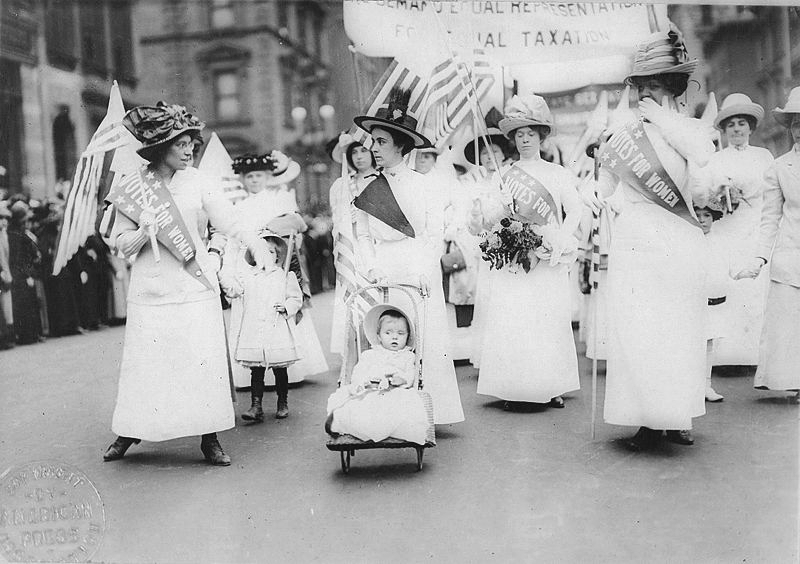
フェミニストによる参政権パレード。1912年。ニューヨーク。
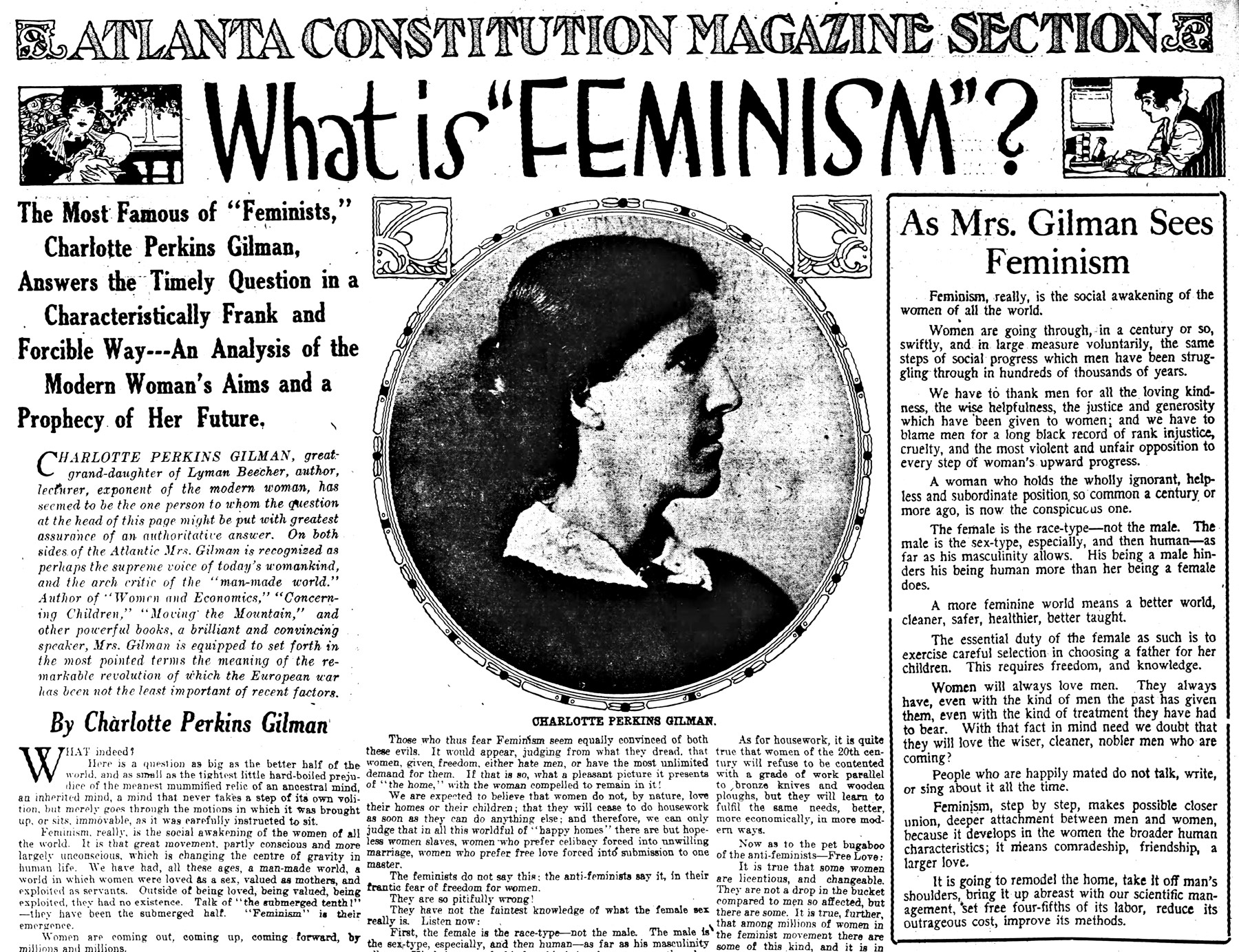
シャーロット・パーキンス・ギルマンがアトランタ・コンスティチューション誌にてフェミニズムについて執筆。1916年12月10日。
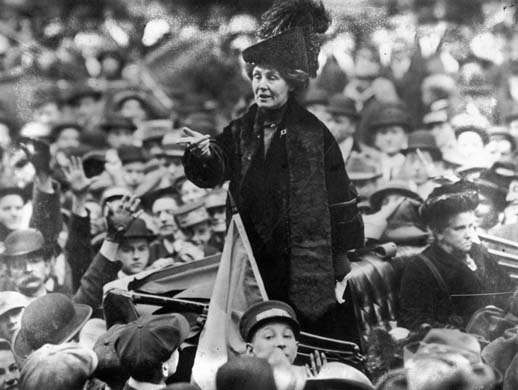
エメリン・パンクハーストがイギリスとアメリカで講演を行う。1913年。ニューヨーク。
オランダのウィルヘルミナ・ドルッカー（英語版）（1847–1925）は、女性参政権と平等な権利を求め、成功を収めた。
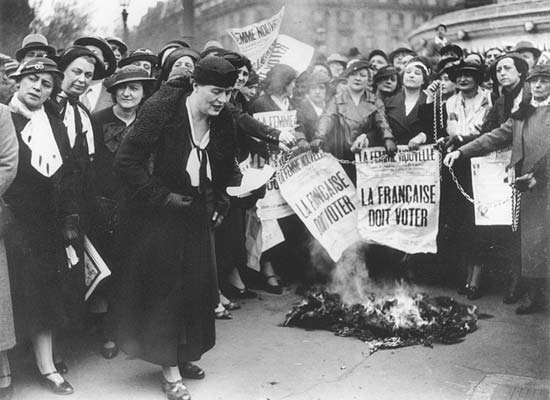
ルイーズ・ワイスと他のパリのサフラジェット。1935年。新聞の見出しには「フランス女性は投票しなければならない」と書かれている。
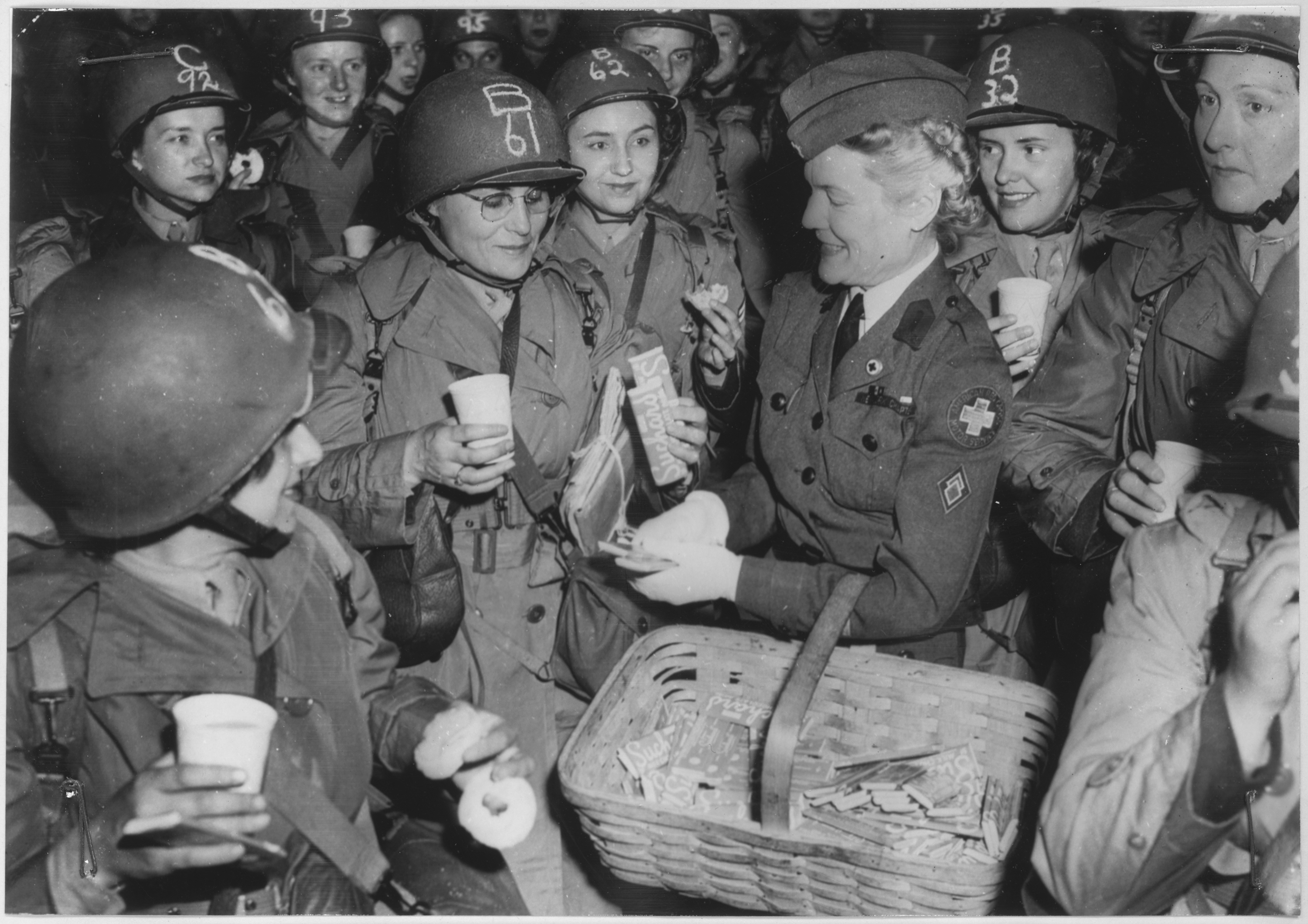
ヨーロッパで男性の代わりに闘うアメリカ人女性。1945年。

### 20世紀中頃
夫が妻を支配する形式の家族法の改革も、フェミニスト運動の焦点の一つであった。20世紀にはイギリス・アメリカで妻は夫の庇護下とする法律は廃止されていたが、多くのヨーロッパの国々では、結婚した女性の権利は依然として非常に限られていた。たとえばフランスでは、1965年まで、既婚女性が夫の許可なく働く権利を持っていなかった。また、フェミニストは、夫が妻にレイプする場合を例外扱いする強姦法を廃止することにも取り組んだ。
エジプトでは、1950年代にガマール・アブドゥル＝ナーセルが政権を握り、女性参政権が成立したが、典型的な国家フェミニズムで、ナショナリズムの一環としての女性の地位向上に過ぎなかった。アラブを代表するフェミニスト作家のナワル・エル・サーダウィは、ナセールの改革によって女性の高等教育の道が開かれたことは評価しながらも、アラブ社会における家父長制の残存を厳しく批判する。一部の活動家は、イスラム教の枠組みの中から女性の平等を求める新しいフェミニズム運動の「イスラム教フェミニズム」を提唱した。
日本においては、高度経済成長期、企業戦士として産業発展に献身する男性を女性が家庭で支えることが重視され、性役割が固定化された結果、1950年代の第一次主婦論争（石垣綾子）、1960年代の第二主婦論争（磯野富士子）などが発生した。1960年代の安保闘争以降にも、女性が政治運動に参加する中で、主婦や母といった性役割への疑問が表面化した。1975年の国際婦人年が契機となり、女性であるがゆえに免れない不利な状況を克服するための諸問題を打破するため、公的な場への女性の登用を目的として41の女性団体が共同行動を起こした。
ラテンアメリカでは、ニカラグアなどの国々で、革命によって女性の地位に変化がもたらされた。サンディニスタ革命の際にフェミニズムの思想が女性の生活水準の向上に貢献したが、社会的・思想的な変革には至らなかった。

#### 第二派フェミニズム
アメリカでの第二波フェミニズムの始まりのきっかけと広く認識されるのが、1963年、ベティ・フリーダンの『新しい女性の創造』であり、本書はアメリカの中産階級女性の不満を代弁したものである。フリーダンは、「世界中の女性がうらやんでいる姿」と言われるアメリカの郊外住宅の主婦たちの、家事労働によって一日が終わることへの不満を描いた。1960年代のアメリカの第二派フェミニズム運動は、1960年代アメリカの最大の社会運動とされ、国際的に影響を及ぼした。
第二波フェミニズムでは、女性の文化的な不平等と政治的な不平等は密接に結び付いたものであるとし、女性個人の生活は深く政治化されていると理解するよう女性に促した。キャロル・ハニッシュによって広められた、第二波の象徴となったスローガンが「個人的なことは政治的なこと」である。第二派の主な主張は二つあり、一つ目は実質的平等の確立と、その実現のための固定的性別役割の廃止である。その背景には、第一波で法的平等がある程度達成されたものの、結局女性は家事・育児負担を求められ、社会的活動や職業参加ができないという問題があった。二つ目はリプロダクティブ・ヘルス・ライツの確立であり、その背景には女性が性暴力に苦しんでいたことがあった。第二波は1960年代初頭から始まって現在に至るまで続いており、第三波と共存している。
1960年代後半から1970年代前半にかけて、女性解放運動（米国のウーマン・リブ運動、フランスの女性解放運動など）が世界中に広まり、ニューヨーク、パリなど各地で数十万規模のデモが発生した。この運動により、後に多くの国で女性の労働の自由が徐々に認められるようになった。1970年代には、レイプ、セクシュアル・ハラスメント、ドメスティック・バイオレンスなどから女性の安全を確保するシェルターや避難所も作られるようになった。
一方で、当時のフェミニズムが、白人・中産階級・異性愛者のものになっており、同性愛嫌悪（ラベンダー色の脅威）があることや、人種差別の問題を取り上げないことから批判されることもあった。また、第二派に対する批判として、ナンシー・フレイザーは、差異やアイデンティティを重視する第二派の動向が、新自由主義の宗教・生命観・性規範観を前面化する戦略にはまり、グローバリゼーションによる格差拡大と女性の貧困化を見過ごしたという。フレイザーによれば、フェミニズムは、ジェンダーの解放が参加型民主主義や社会的連帯と同時に実現する世界と、女性に男性同様の自立のための資源を増やすという能力主義的達成を可能にするという二つの方向性を持つものだが、第二派以後は後者に引き付けられていったと分析する。

### 20世紀後半から21世紀初頭

#### 第三波フェミニズム

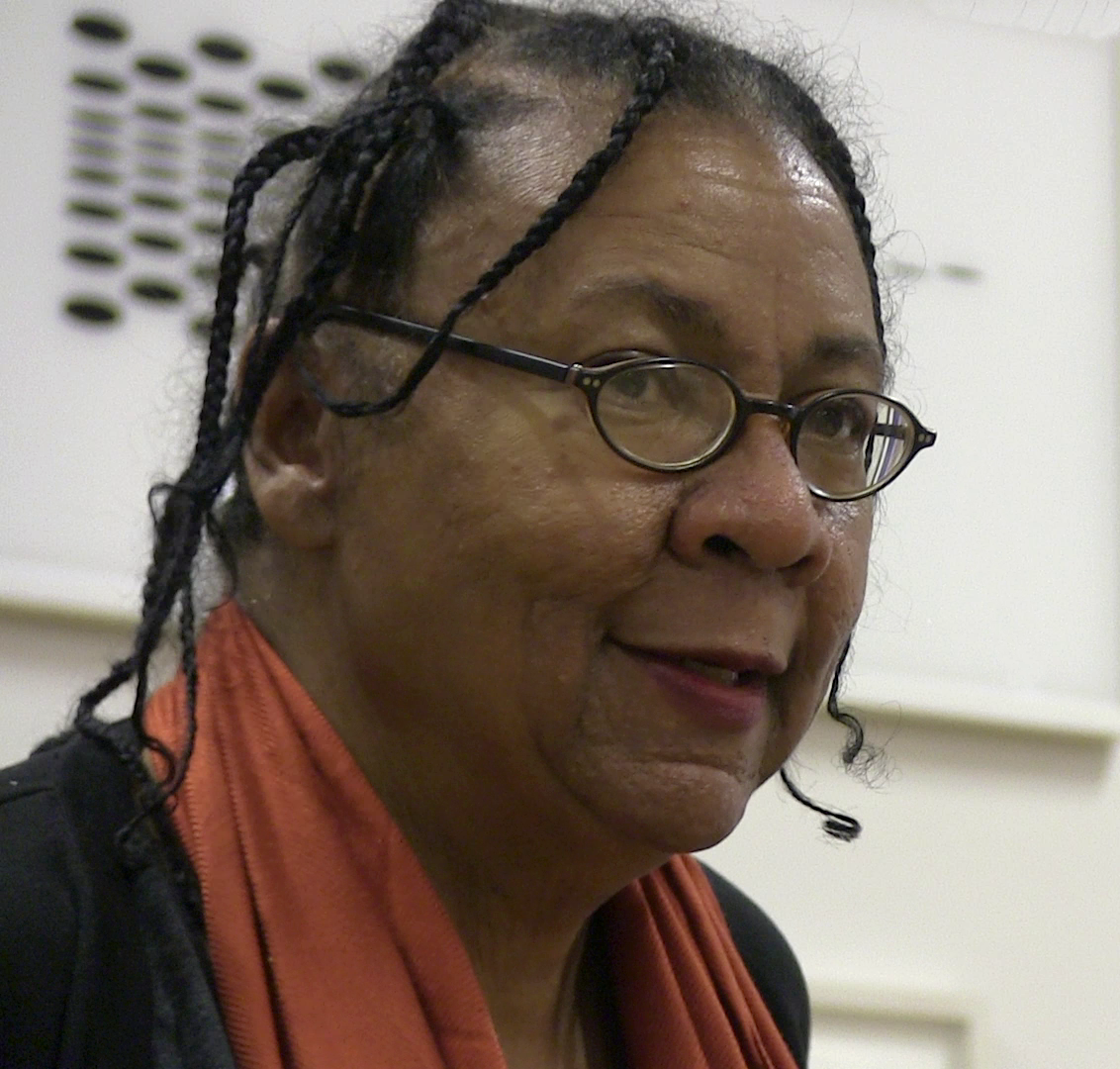
ベル・フックス（1952–2021）

第三波フェミニズムは、1990年代初頭にワシントン州オリンピアで誕生したライオット・ガールというフェミニストのパンク・サブカルチャーの出現と、1991年にアニタ・ヒルがアメリカ合衆国最高裁判所判事のクラレンス・トーマスにセクハラを受けたと証言した事件に触発されて生じた。「第三波」という言葉は、レベッカ・ウォーカーがトーマスの事件に対する反応として「Becoming the Third Wave（第三波になる）」という記事を書いたことに由来する。ウォーカーは、女性の経験を無視することが女性の怒りを呼び起こしており、その怒りを政治的な力に変えてほしいと述べ、「私はポストフェミニズムのフェミニストではない。私は第三波だ」と宣言した。
また、第三波フェミニズムは、第二波が提唱する「女性らしさ」の本質主義的な定義に異議を唱えること（またはそれを避けること）を目指した。第三波のフェミニストは、第二波の「女性らしさ」の定義が、上流・中流階級の白人女性の経験に偏重していると主張する。第三波では、「ミクロ・ポリティクス」に焦点を当て、何が女性にとって良いことであるかを探る第二波の枠組みに挑戦し、ジェンダーとセクシュアリティについてポスト構造主義的な解釈を採用する傾向があった。第二波に根ざした多くの有色人種のフェミニスト（例：グロリア・アンサルドゥーア、ベル・フックス、チェラ・サンドバル、チェリー・モラガ、オードリー・ロード、マキシーン・ホン・キングストン）は、フェミニズム思想の中での人種に関する主体性を考慮することを問題提起した。

#### 第四波フェミニズム
2000年代に入ってから、インターネットやSNS上でのフェミニズム運動も普及し始めた。
第四波フェミニズムは、第三波から発展し、2012年頃からフェミニズムへの関心が再興したことと、ソーシャルメディアの利用が広がったことから出現した。プルーデンス・チェンバレンによれば、第四波は、女性のための正義と、女性に対する性的嫌がらせや暴力への反対に焦点が当てられている。キラ・コクランによると、第四波フェミニズムは「テクノロジーによって定義される」とされ、Facebook、Twitter、Instagram、YouTube、Tumblr、Feministingなどを用いて、ミソジニーに挑み、ジェンダー平等を推進することが特徴である。
第四波が注目する問題には、路上や職場でのハラスメント、キャンパス内の性的暴行、レイプカルチャーが含まれる。運動のきっかけとなった事件としては、2012年のジミー・サヴィルの性加害告発、2012年インド集団強姦事件、2014年のビル・コスビーの性加害告発、2014年アイラビスタ銃乱射事件、2016年のジアン・ゴメシの裁判、2017年のハーヴェイ・ワインスタインに対する告発とそれに続く「ワインスタイン効果」がある。第四波の運動には、「エブリデイ・セクシズム・プロジェクト」、「ノー・モア・ページスリー」、「ストップ・ビルド・セクシズム」、マットレス・パフォーマンス、フリー・ザ・ニップル、2017年・2018年のウィメンズ・マーチ、＃MeToo運動などがある。一方、＃MeToo運動が、国家の強制力に信を置く傾向があり、監獄主義的な方向性を持っていることを指摘するフェミニストもいる。

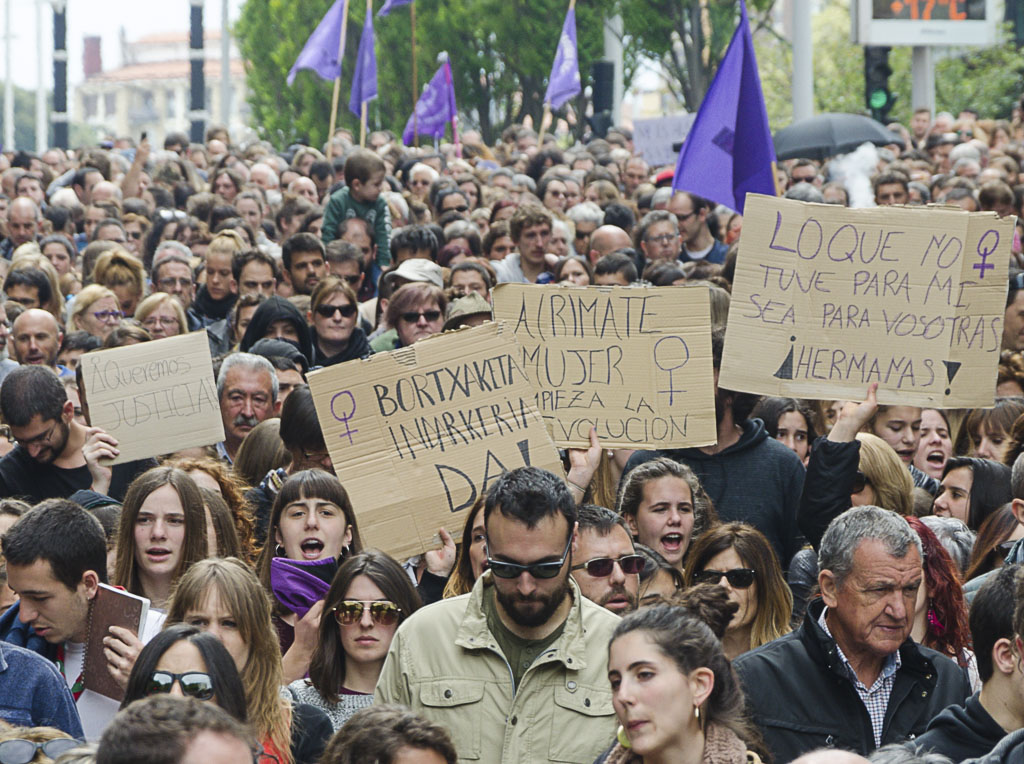
ラ・マナダ性的暴行事件に対する抗議。パンプローナ。2018年。
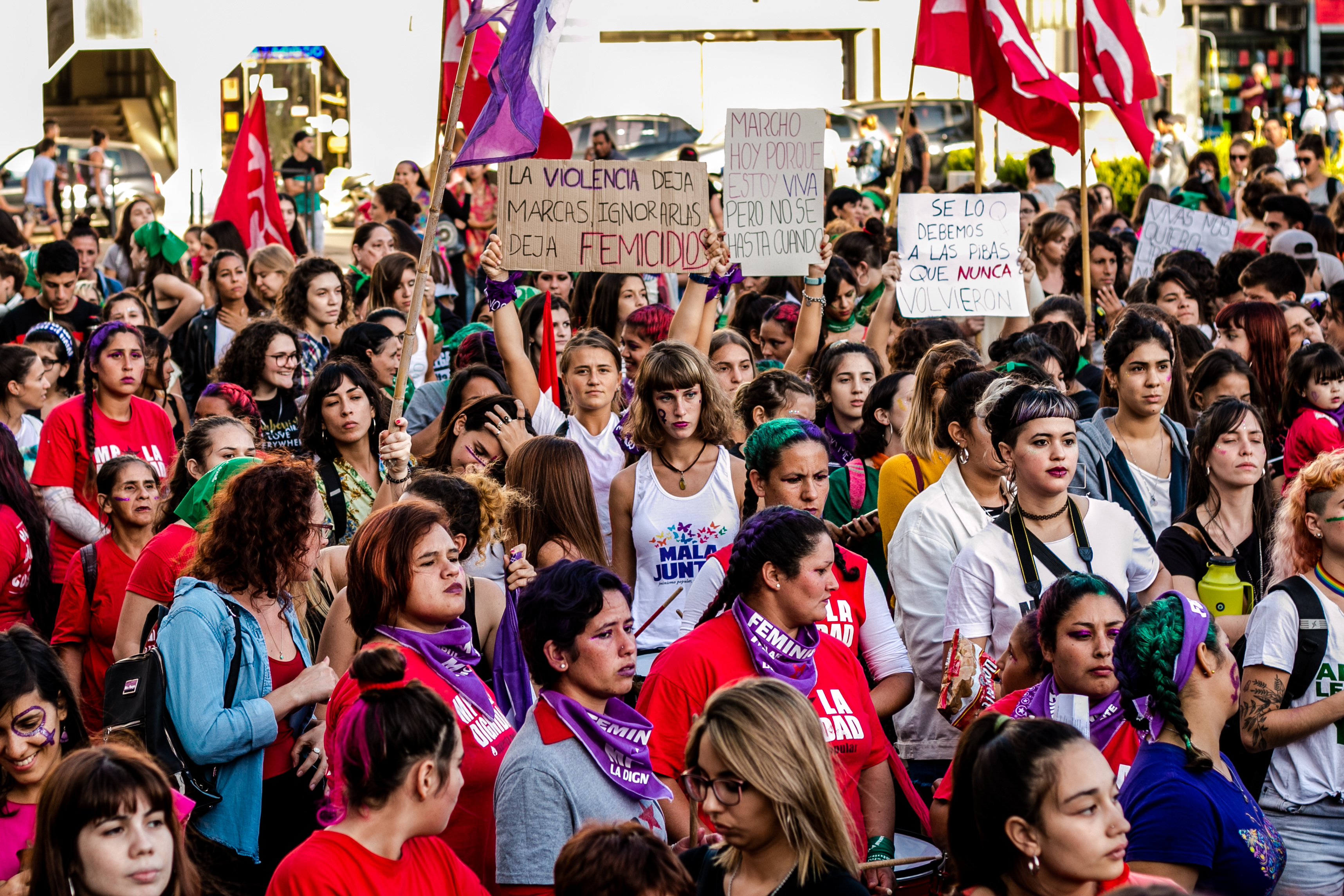
国際女性デーのストライキ、アルゼンチン・パラナ、2019年。
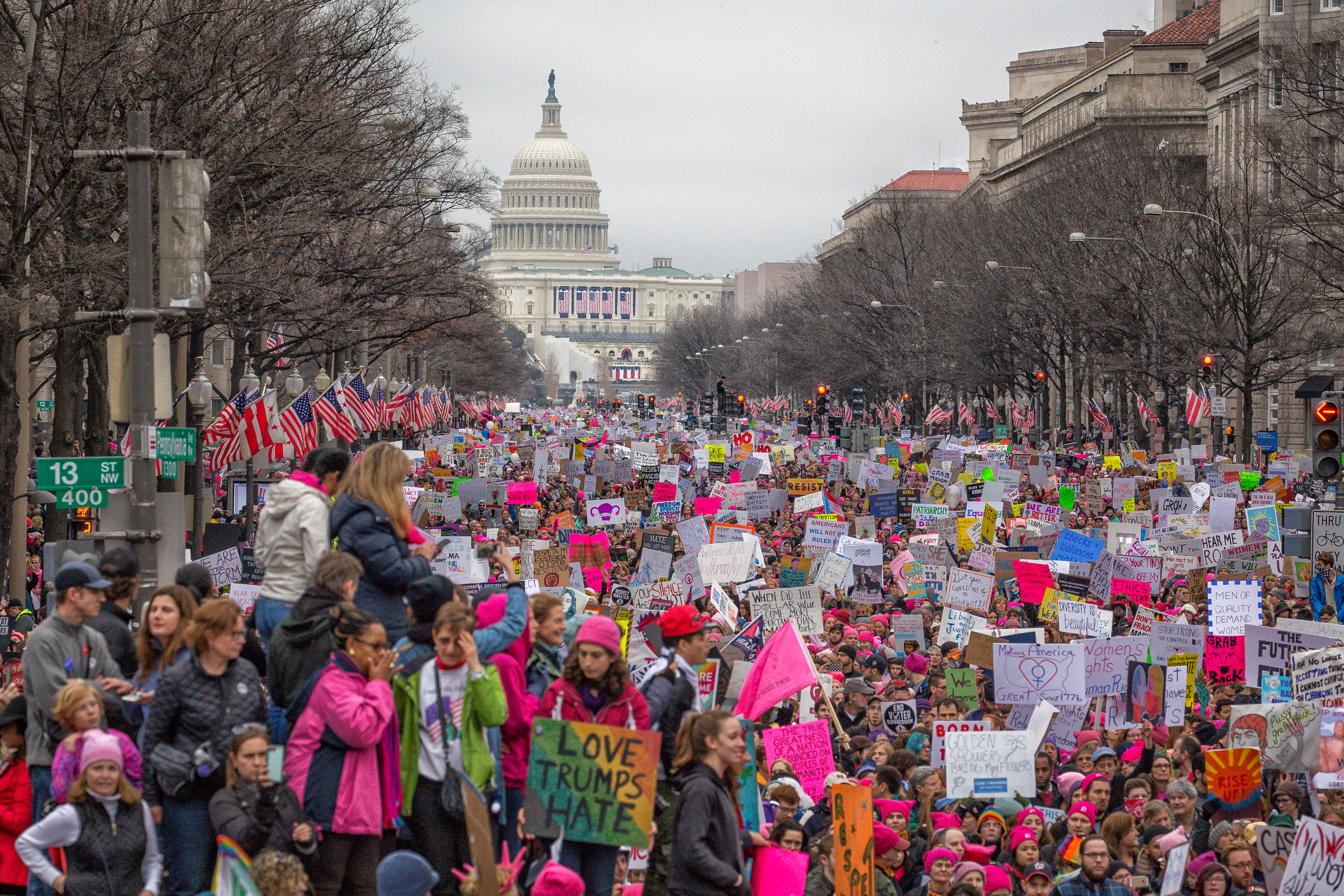
ウィメンズ・マーチ。ワシントンD.C.
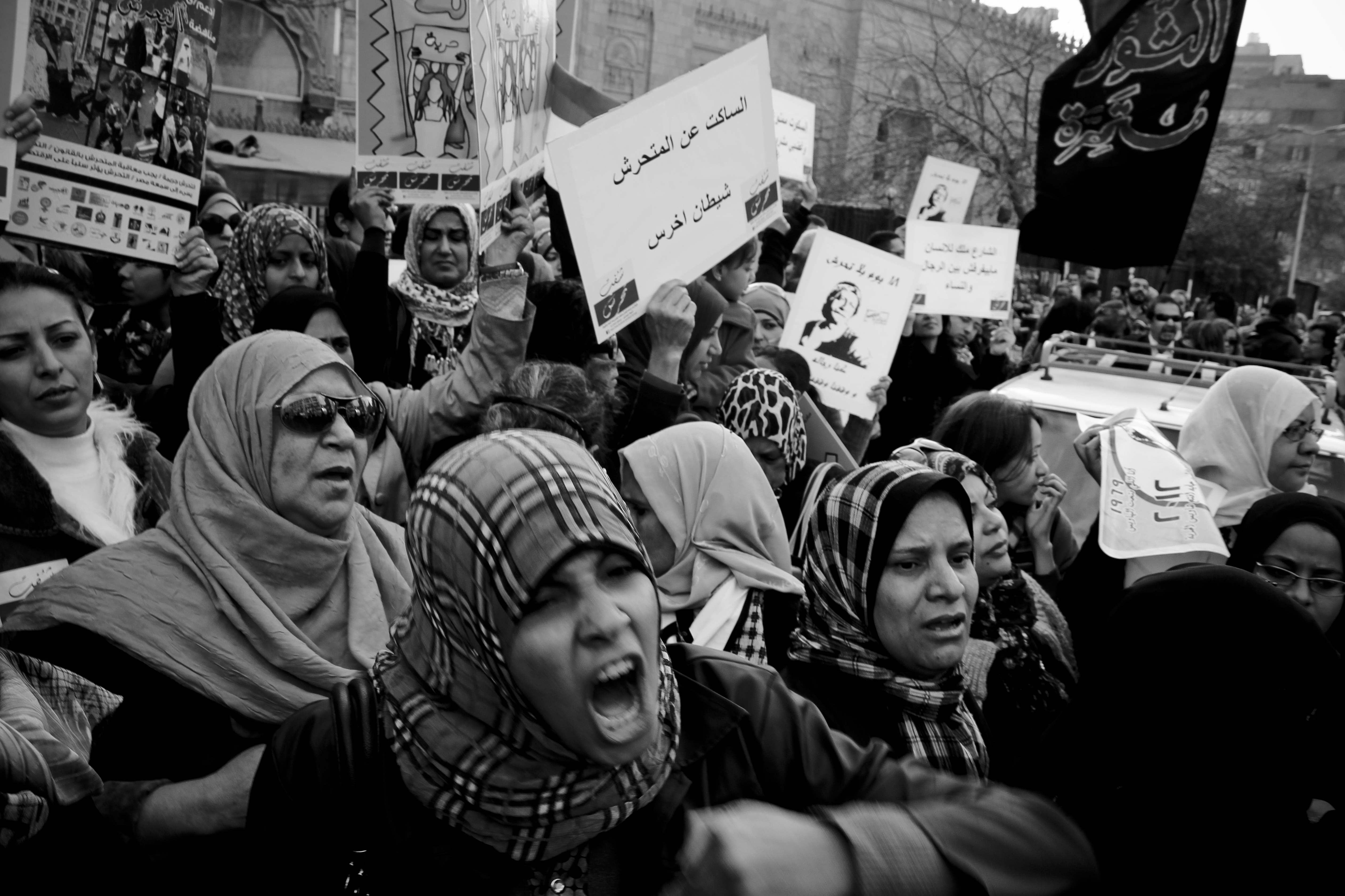
セクハラ反対マーチ。エジプト・カイロ・2013年。

#### ポストフェミニズム
「ポストフェミニズム」という用語は、1980年代以降のフェミニズムに対するさまざまな見解を表すために使われている。ポストフェミニズムは「反フェミニズム」ではないが、第二波の目標は達成されたと考える一方で、第三波・第四波の目標には批判的である。ポストフェミニズムという言葉は、当初は第二波フェミニズムへの反発を示すために使われたが、現在では、第二波に批判的アプローチを取るさまざまな理論を指す。一部のポストフェミニストは、フェミニズムは現代社会においてもはや必要ないと考える。アメリア・ジョーンズは、1980年代から1990年代に現れたポストフェミニストのテキストは、第二波フェミニズムを単一的に描いていると批判する。ドロシー・チュンは、ポストフェミニズムの名のもとに、フェミニストは「ジェンダー平等がすでに達成された」にもかかわらず依然として男女平等の要求を続ける存在として揶揄されていると述べる。チュンによれば、「多くのフェミニストは、権利と平等の議論が今や自分に対して使われていることに不安を表明している」という。

## 運動とイデオロギー・立場
長年にわたって、多くのフェミニズム運動とイデオロギーが発展してきた。フェミニズム思想の流派は、リベラル・ラディカル・社会主義（マルクス主義）の三大潮流に分けられることが多い。そして20世紀後半以降には、新しい形態のフェミニズムも登場した。

### リベラル・フェミニズム

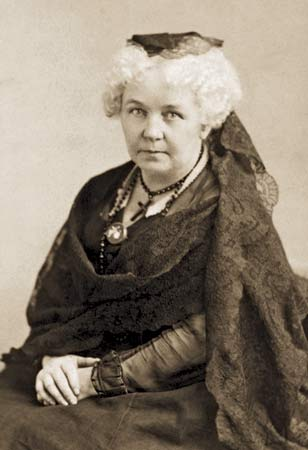
エリザベス・キャディ・スタントン。19世紀リベラル・フェミニズムの重要人物。

リベラル・フェミニズムは、改革派・主流派、またブルジョワ・フェミニズムなどの名前でも知られており、19世紀の第一波フェミニズムから生じ、19世紀のリベラリズムや進歩主義と結びついている。リベラル・フェミニズムは、リベラル民主主義の枠組みの中で、社会構造を根本的に変えることではなく、政治的・法的な改革を通して男女平等を追求し、主流社会の構造に女性を統合することを目指した。19世紀から20世紀初頭にかけて、リベラル・フェミニズムは特に女性の参政権と教育へのアクセスに焦点を当てていた。
なお、リベラル・フェミニズムは非常に広範な用語で、多くの現代の分派や様々なフェミニズムを含み、歴史的にリベラルとされる分派には、平等派フェミニズム、差異派フェミニズム・エクイティ・フェミニズム、個人主義的フェミニズム、国家フェミニズムなどの形態がある。
古典的な意味での「リベラル・フェミニズム」が現れた理由としては、リベラルな民主主義が普遍的な平等を唱える中で、（特に法律や公的領域へのアクセスにおいて）ジェンダーによる排除があることを明らかにすることで、リベラリズムに対する内在的な批判を行うことにあったとされる。そしてこの古典的なリベラル・フェミニズムは、新自由主義の秩序と調和する現代の新自由主義フェミニズムとは別物として理解するべきという主張もある。
ノルウェーの元最高裁判事で、ノルウェー女性権利協会の元会長のカリン・マリア・ブルゼリウスは、リベラル・フェミニズムを「現実的で冷静、実践的なフェミニズム」と表現する。一方で、リベラル・フェミニズムは、現行の社会構造に異議を唱えない「主流」（すなわち中産階級）の女性によって採用されがちで、平等に焦点を当てたリベラル・フェミニズムがデフォルトの形態のフェミニズムとみなされる傾向にあるとも指摘される。リベラルから発展したフェミニズムの中には、相対的には保守的であると評されるものもあり、特に個人主義的フェミニズムは、個人を自己の所有者とみなし、それゆえに強制的な干渉からの自由を享受する権利を有すると考える点で、この傾向が顕著である。

### ラディカル・フェミニズム

ラディカル・フェミニズムのシンボル。ヴィーナスと掲げた拳を合わせたもの。

ラディカル・フェミニズムは、あらゆる抑圧の根源に男性支配・家父長制があり、男女は支配・被支配の関係にあり、男女の利害は対立すると主張する。また、女性抑圧の文化は世界中において程度の差こそあれ同じもので、女性であればその抑圧の経験から国を越えて理解し合えると主張することもある。そして男女の分離を唱え、「女性」という集団の独自の意義を強調しようとした。たとえば、1969年にニューヨークで結成されたザ・フェミニスツでは、分離主義・禁欲主義が提唱され、男性支配を終わらせるために、女性は男性との性行為や結婚を拒むべきとされた。ここから、フェミニストは政治的にレズビアンを実践しなければならないという主張（政治的レズビアン主義）もなされるようになった。
この立場に対して、ベル・フックスは、性差別的な意識や行動を支えている集団には、男性だけではなく女性も含まれているのだから、「女性は多かれ少なかれ男性支配の犠牲者だから連帯できるはず」という考え方は砂上の楼閣であると述べる。また、生物学的に女性で、性自認も女性だけがいる空間こそが危害や暴力と無縁で安全なスペースであると主張する分離主義は、トランスジェンダー差別につながるとして他のフェミニストから批判されている。
また、女性の抑圧を家父長制によるものとして普遍化した結果、奴隷化・階級差別・人種差別などによって排除されている女性がフェミニズム運動から疎外されたとして批判されることもあった。アミア・スリニヴァサンは、フェミニズムがインターセクショナリティに向かうにつれて、男性と性行為したり結婚しているからといって、その女性が家父長制を内面化しているとは限らないという考え方が広まったと述べる。

### 社会主義フェミニズム

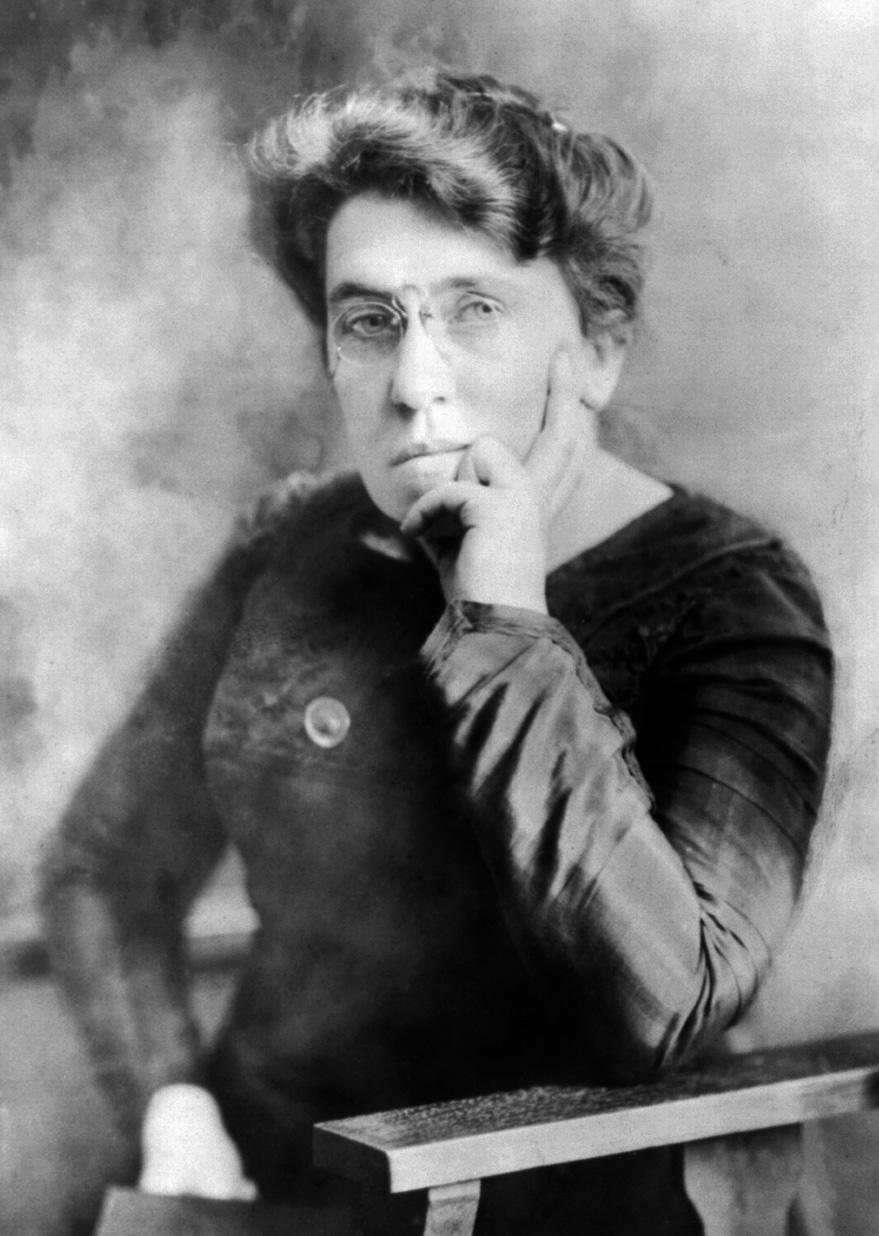
エマ・ゴールドマン。労働運動家。アナーカ・フェミニスト。

唯物主義のフェミニズムは、西洋のマルクス主義思想から発展し、イデオロギーと女性との関係に焦点を当て、資本主義批判に関わる様々な運動に影響を与えてきた。マルクス主義フェミニズムは、資本主義が女性の抑圧の根本的な要因で、家庭生活や雇用における女性差別は資本主義的なイデオロギーの影響であると主張する。社会主義フェミニズムは、女性解放は経済的、また文化的な抑圧の両方を終わらせることによってのみ達成されると主張する点で、マルクス主義フェミニズムと区別される。そして平等達成のために体制変革が必要であるとし、他の非抑圧集団と連帯することを重視する。メアリー・マッキントッシュ、ドロシー・スミスといった社会主義フェミニストは、マルクス主義が男性優位に立つ理論的限界を抱えているとして批判し、資本主義と家父長制の関係性を指摘した。1977年、ロンドンで開かれた全英女性解放運動会議で、ラディカル・フェミニストは、女性抑圧の基盤にあるのは資本主義ではなく男性による暴力であるとして社会主義フェミニズムを批判し、これ以後この対立は深まっていった。
また、アナーカ・フェミニズムは、国家に対する階級闘争とアナキズムこそが、無意識的な階層を生み出す家父長制と戦うために必要であると主張する。たとえば、中国の新文化運動における良妻賢母主義への反発から、恋愛と結婚の分離、婚姻制度の撤廃などを唱えるアナキストがいた。その一人の何殷震は、ジェンダーの区別が文化的・経済的生活を通して身体・労働・権力から結び付けられて生まれることを指摘した。

### ブラック・フェミニズムとインターセクショナリティ

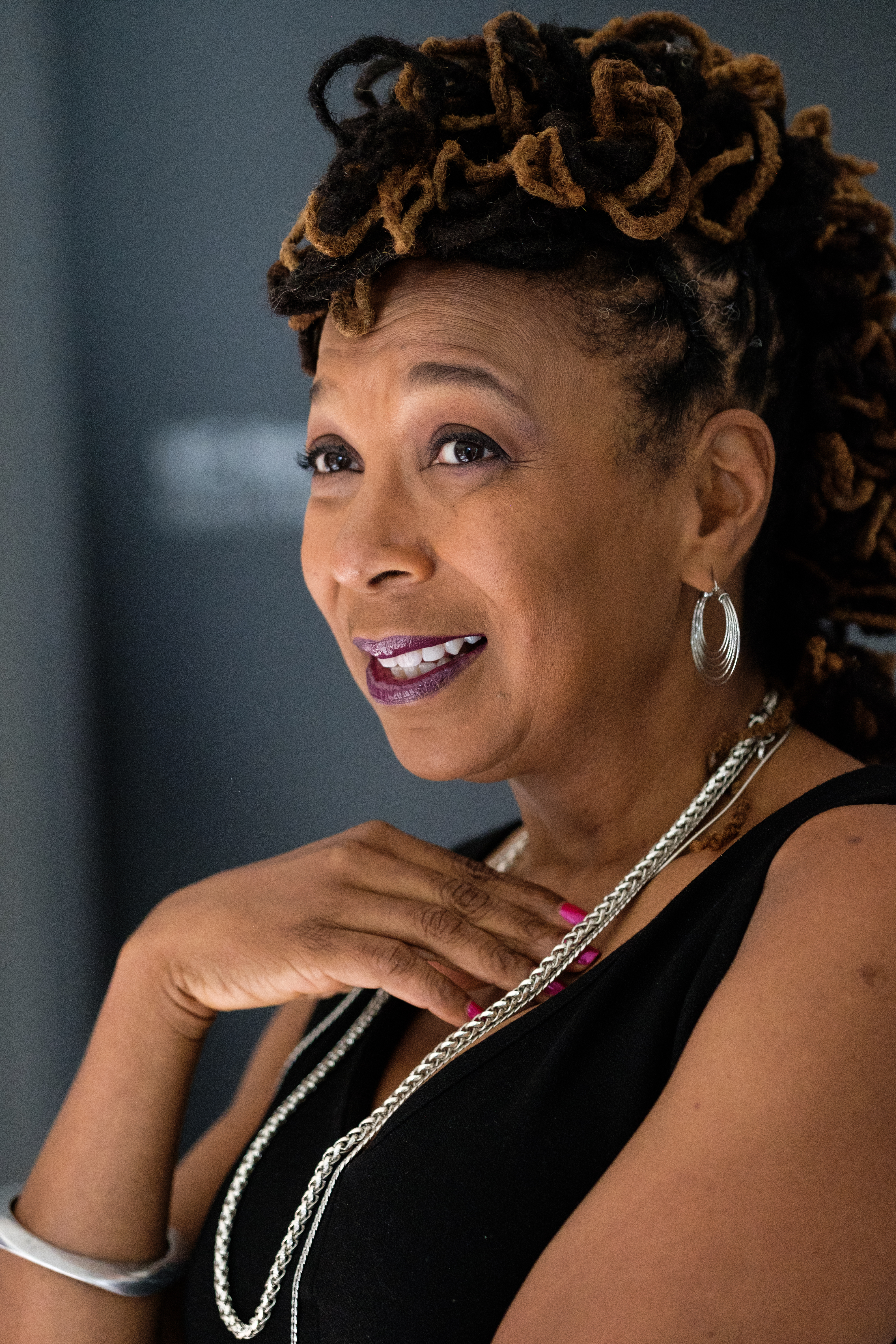
キンバリー・クレンショー。

フェミニズム運動やその理論の発展は、大部分で西欧・北米の中産階級の白人女性によって主導されてきたと指摘されてきた。これに対して、他の人種の女性などは、代替となるフェミニズムを提唱してきた。この傾向は、1960年代のアメリカの公民権運動や、アフリカ・カリブ海・ラテンアメリカ・東南アジアにおける西欧の植民地主義の終焉とともに加速し、発展途上国や元植民地出身の女性、あるいは有色人種や様々な民族、また貧困に苦しむ女性から、新たなフェミニズムが提唱された。
1960年代後半のフェミニズム運動の中で、アメリカのフランシス・ビールは、黒人差別・女性差別の二重の危険を指摘し、ブラック・フェミニズムの構築が進展した。ビールは、黒人女性解放同盟を設立、これはのちに第三世界女性同盟へと発展し、人種主義・帝国主義・性差別主義などの抑圧の複数の原因に着目した。
また、エジプトのナワル・エル・サーダウィは、過去の西洋中心的なフェミニズムが、「イスラーム＝抑圧的な宗教」「ムスリム女性＝無力な犠牲者」というステレオタイプを再生産し第三世界の植民地化を進めているとして批判し、アラブ女性の解放において主体となるのはアラブ女性自身であると説いた。西洋のフェミニズムが男性中心主義の是正を目的するのに対し、第三世界フェミニズムは、自らの社会内部における男性中心主義と同時に西洋の植民地主義に闘うことが必要とされる。その論者にはインド出身のチャンドラー・タルパデー・モーハンティーらがいる。
こうした流れから、キンバリー・クレンショーによって「インターセクショナリティ」の概念が提唱され、相互に作用する複数の抑圧に着目され、人種・階級・ジェンダー・能力などによる排除に同時に取り組む運動が志向されるようになった。階級・人種・国境を越えた共闘の方法を探るポストコロニアル・フェミニズムや、ジェンダーの差異だけに還元されないさまざまな差異を探る試みであるクィア理論も現れた。ほか、ウーマニズム、先住民フェミニズム、アフリカン・フェミニズムなども生まれた。日本のフェミニズムに対しても、韓国などへの植民地主義を問題化できていないという批判がある。

### トランスフェミニズム
第二派フェミニズムにおいては、ジャニス・レイモンドのように本質主義の立場から反トランスジェンダーの立場に立つフェミニストもいたが、トランスジェンダーに肯定的な立場を取るフェミニストも多くおり、第二派の中で重要な役割を担ったトランスジェンダー（シルヴィア・リベラら）もいる。第三波以降は、トランスジェンダーの権利のための闘いは、インターセクショナル・フェミニズムの不可欠な部分であるとみなされることが多く、第四波でも同様にトランスジェンダーを包括することが多い。フェミニズムの中にはトランスジェンダーを肯定的にとらえる言説の蓄積があり（トランスフェミニズム）、たとえば竹村和子は、トランスセクシュアルに、現存の性規範を攪乱する新しい身体性があることを見出している。また、全米女性機構会長のテリー・オニールは、トランスジェンダー嫌悪との闘いはフェミニズムの問題であるとし、全米女性機構は「トランス女性は女性であり、トランス少女は少女である」という立場を表明している。複数の研究では、「フェミニスト」を自認する人々の方が、そうでない人々よりも、トランスジェンダーの人々を受け入れる傾向が強いとされている。こうした議論の2000年前後の担い手に、サンディ・ストーン、マーシャ・P・ジョンソン、シルヴィア・リヴェラらがいる。
トランス排除的ラディカルフェミニズムとして知られるイデオロギーは、ジェンダー・アイデンティティとトランスジェンダーの権利という概念に批判的で、「性的特徴がジェンダーを決定するものである」または「性的特徴はジェンダー・アイデンティティの重要性を超える」という立場をとる。そして、生物学的二元論の立場を取り、抑圧するのは常に男性、抑圧されるのは常に女性で、男性がいないという条件でしか女性の解放はあり得ないと説く。これらの見解は、他の多くのフェミニストからトランス嫌悪的であると批判されている。

### エコフェミニズム
エコフェミニズムは、男性による自然支配と女性支配を同根と定め、自然保護の立場から戦争、女性への暴力、女性支配、先住民への差別、環境破壊に反対する。「エコフェミニズム」という言葉の生みの親とされるフランソワーズ・ドボンヌは、1978年にエコロジー・フェミニズム協会を設立した。この運動は、当時、フランスではほとんど反響を呼ばず、オーストラリアや米国において引き継がれ、大きな広がりを見せることになった。

## 理論・概念
フェミニスト理論で探求されるテーマとして、差別・ステレオタイプ・性的対象化・抑圧・家父長制などがある。

### 家父長制

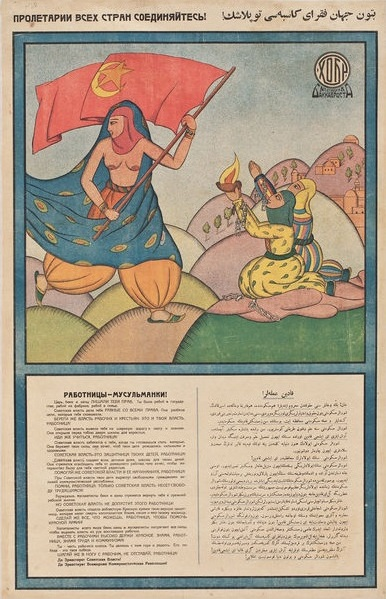
「ムスリムの女性よ。皇帝・ベイ・ハーンがあなたの権利を奪った」- アゼルバイジャンで発行されたソビエトのポスター、1921年。

家父長制とは、男性の権威者を中心に組織された社会制度であり、この制度では、父親が女性・子供・財産に対して権威を持つ。これは男性支配・男性特権の制度であり、女性が従属することを強いる。フェミニズムの多くは、家父長制は女性にとって抑圧的で不平等な社会制度であるとする。キャロル・ペイトマンは、家父長制における「男性性」と「女性性」の区別は、自由と服従という政治的な相違であると主張する。
「家父長制」という用語を浸透させたのは、ドイツの社会主義者のアウグスト・ベーベルである。ベーヘルは男性による女性抑圧と私有財産・労働の占有の発生を説明する概念として、家父長制という言葉を用いた。ベーヘルは、家父長制は個人としての男性に責任があるのではなく、社会の構造的特徴としてとらえ、特に労働階級の女性との連帯を模索した。
フェミニズム理論において、家父長制の概念は、男性が女性に対して優位性を再生産し、行使するための社会的メカニズムの全てを含むとされる。主なフェミニズム理論は、家父長制を社会的な構築物として捉え、その現れを明らかにし、批判的に分析することで克服できると考える。一方で、家父長制という概念が政治的に利用され、たとえば「イスラム教は家父長制社会であるから、女性を守るために闘わなければならない」といったレトリックで、欧米のフェミニスト団体が中東への侵略を支持することがあった。こうしたレトリックは、イスラム教内部のフェミニズム運動の存在を見落としているとして他のフェミニストによって批判されている。

### スタンドポイント理論
スタンドポイント理論は、個人の社会的立場がその人の知識に影響を与えるということを論じるフェミニズム理論である。この観点は、従来の科学が「客観的」であるという見方を拒否し、過去の研究や理論が女性やフェミニズム運動を重要でないものと扱ってきたと主張する。1980年代以降、スタンドポイント・フェミニズムは、フェミニズム運動は国際的な問題（強姦・近親相姦・売春など）と、文化特有の問題（アフリカやアラブ社会の一部にある女性器切除や、先進国におけるガラスの天井の問題など）に対処すべきであると主張した。これにより、ジェンダー不平等が人種差別・同性愛嫌悪・階級差別・植民地主義などとどのように交わるかを「支配のマトリクス」として理解することができるようになる。

### 社会構築物としてのジェンダー・セックス
シモーヌ・ド・ボーヴォワールは、1949年に『第二の性』を出版し、マルクス主義の方法論と実存主義の視点からフェミニズムに取り組み、これまで自然的・本質的な「女性性」があるかのように語られてきたが、こうした「女性性」は実は社会的・経済的・文化的な条件の中で、社会制度・規範とともに現れてくるものであると指摘した。
20世紀後半に入ると、多くのフェミニストがジェンダーは社会的に構築されている（社会構築物としてのジェンダー）と主張し始めた。セックスとジェンダーの区別を最初に行った研究者の一人がアン・オークレーである。ここでは、女性の経験を文化や歴史にわたって一般化することは不可能だと考えられる。ポスト構造主義フェミニズムは、ポスト構造主義や脱構築の哲学に依拠し、ジェンダーの概念は言説を通じて社会的・文化的に作り出されると主張する。パメラ・アボットは、ポストモダン的なアプローチは「単に男性と女性の視点だけでなく、複数の真実の存在」を強調していると述べる。
さらに、ジュディス・バトラー『ジェンダー・トラブル』は、「生物学的なセックス」と「文化的に構築されたジェンダー」という枠組みに対する構造的な批判を試みた。バトラーによれば、自然的・本質的なセックスという観念は、政治的・社会的な目的から科学言説によって構築されたもので、ジェンダーはセックスを「前-言説的」にするための装置であり、セックスとジェンダーはどちらも社会的に構築されたものとする。この背景には、生物学・精神分析の研究の進展によって、人間が生物的に必ずしも男女に二分されるわけではないと明らかにされたこともある。バトラーの学説は、フェミニズムの新時代を告げたものとされる。

### フェミニズムとセクシュアリティ
フェミニズムのセクシュアリティに対する見解は、時期や文化によって異なり、いくつかの方向性がある。特にフェミニストの間で論争の的となってきたのは、性産業、メディアにおける性的な表現、男性優位の状況下での性行為の同意の問題などである。これらの論争は1970年代後半から1980年代の「フェミニスト・セックス戦争」として知られ、反ポルノ運動とセックス・ポジティブ・フェミニズムが対立し、フェミニズム運動の一部が分裂した。

#### 性風俗産業
性風俗産業に対するフェミニズムの立場は多岐にわたる。たとえば、個人主義フェミニストは、成人女性には自由に性的行為に同意する権利があり、自ら選んだ方法で働き、稼ぐ権利を持つべきだとして、性産業の存在を支持する傾向にある。
台湾のフェミニズムにおいては、性産業へのフェミニストの立場が二分された。性産業を批判するフェミニストは、性産業は男性の性的欲望を正当化し、女性のセクシュアリティの商品化・家父長制の強化をもたらす女性搾取であるとして批判した。一方で、労働としてのセックスワークの保障を要求するフェミニストは、女性には身体と欲望についての自主権があり、身体の商品化は労働の商品化と同じで、批判されるべきは劣悪な労働環境であると主張し、セックスワークを抑圧することはセックスワーカーをより劣悪な環境に追い込むだけだと批判する。
ポルノに対するフェミニストの見解も多様で、ポルノを女性に対する暴力の一形態として非難するものから、ポルノの一部をフェミニズムの表現手段や正当な職業と捉えるものまである。近年は、ポルノにおいて、異性愛主義・レイシスト的・健常者主義的なエロスの基準から離れた、多様な性の表象を目指すべきという議論もなされている。

#### 女性の性的自己決定権の肯定
フェミニズムにおいて、女性の性的欲望をどうとらえるかという問題はよく議論の俎上に上げられてきた。たとえば、アンチ・セックス・フェミニストと呼ばれるグループはセックスに禁欲的な態度を取り、女性の性的欲望の実在性は強く主張するものの、異性愛の枠外の欲望の正当性に対しては関心を払わず、レズビアンが非難されることもあった。これに対し、1970年ごろには政治的選択としてのレズビアン（レズビアニズム）が唱えられ、レズビアンの実践が男性支配を終わらせる方法だと説かれることもあった。1980年代になると、エレン・ウィリスによってセックス・ポジティブ・フェミニズムの考え方が提唱され、従来のフェミニズムは男性が性行為を求め、女性が従属するという保守的な考え方を強化していると説き、性行為における女性の主体性が強調された。たとえば、田中美津は、アンジェラ・デイヴィスの影響を受け、女性の性の解放を唱え、身体は抑圧であると同時に解放の場であると述べている。

## フェミニズムと学問
1970年代、第二派フェミニズムを受けて、女性による女性のための学問として女性学（Women's Studies）が創出され、大学教育の中でも制度化されていった。そして、ジェンダーに関する問題を考察するためにさまざまな学問分野でフェミニズム理論を発展させてきた。その対象は、人類学・社会学・経済学・文学批評、美術史、精神分析、哲学など、さまざまな分野の研究を含む。20世紀後半にかけて、高等教育が拡大する中で、フェミニズムは学問の一分野として定着している。一方で、特にアメリカにおいて、フェミニズムが学界に進出した結果、社会・経済の根本的な変革の要求をするのではなく、研究者の出世の手段となったことを批判するフェミニストもいる。

### フェミニズム文学批評
文学批評の分野では、エレイン・ショウォーターがフェミニスト理論の発展を三つの段階に分類した。最初の段階が「フェミニスト批評」で、ここではフェミニストの読者が文学的現象の背後にあるイデオロギーを検討する。次の段階が「ガイノクリティシズム」で、ここでは女性がテキストの意味を生産する存在となる。最後の段階が「ジェンダー理論」で、ここではセクシュアリティ・ジェンダーのシステムが持つイデオロギーの刻印と文学的効果を探る。
フェミニスト文学批評家のエレーヌ・シクスーは、女性に対して男根中心的な形式を越え、自らの身体や欲望について書き、言語における男性中心主義から抜け出すように述べた。また、ジュリア・クリステヴァは、子供が言語を取得する以前に、母親との間に女性的・詩的な言葉を持つと主張した。一方で、「女性的書き言葉」を想定することは女らしさに関する本質主義的な見方に基づくという批判も存在する。

### フェミニスト法学
フェミニスト法学は、女性と法律の関係を検討する法学の一分野で、過去の女性に対する法的・社会的偏見と、女性の法的権利の向上のための問いを扱う。現代の法学者は通常、法律は性別に依存しない普遍的なものであるという理想を維持するためのプロセスとみなすが、フェミニスト法学者は、このアプローチが女性の価値観や法的利益、また女性が経験するかもしれない障害を見落としていると主張する。

### フェミニズムと宗教

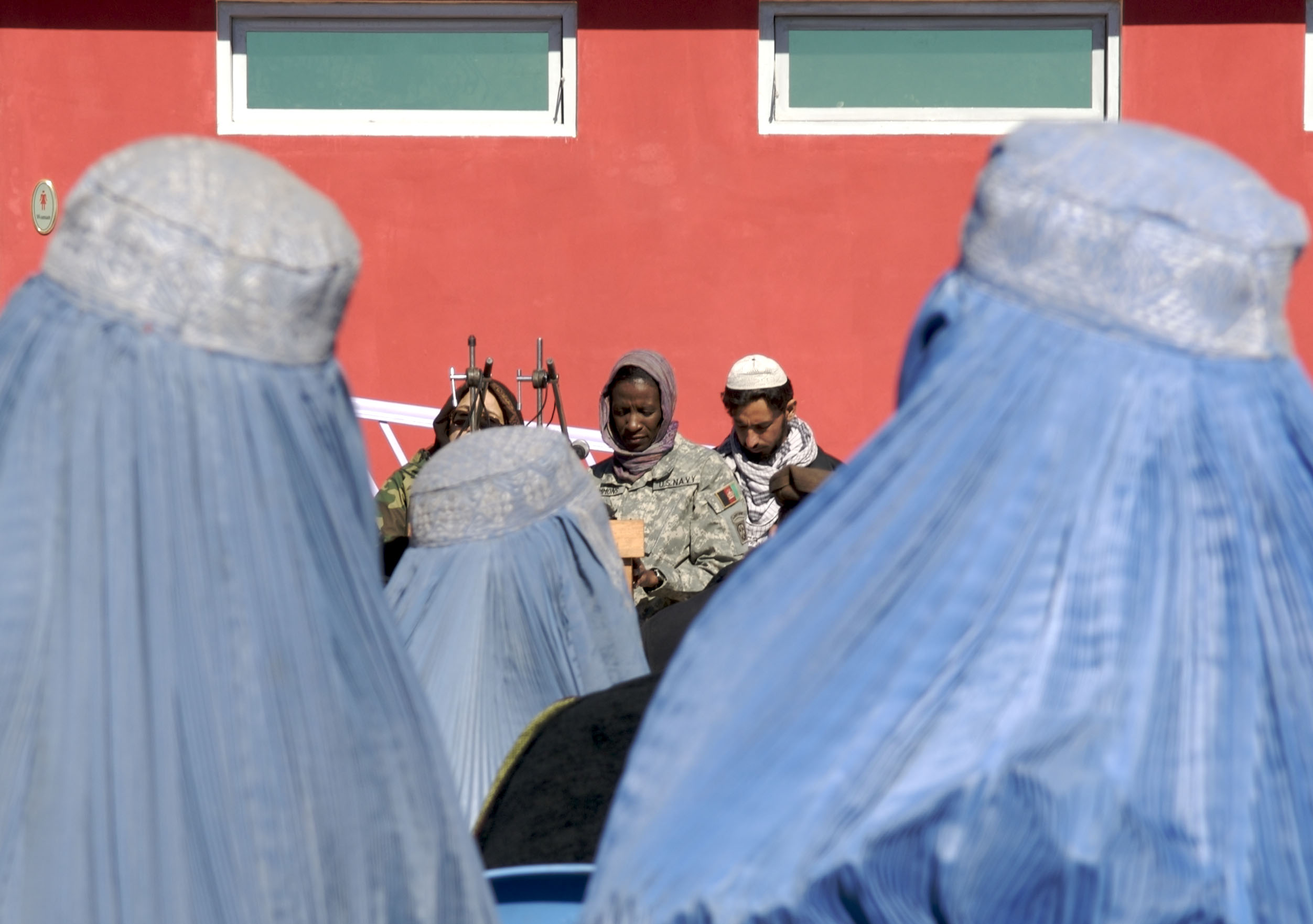
2008年、アフガニスタンにて、エイドリアン・シモンズ司令官が、唯一の女性のためのモスクの開所式で演説を行う様子。これはパシュトゥーンにおける女性の権利向上の象徴とされる。

歴史上、宗教によって女性の服装や礼拝が支配されることがあり、ユダヤ教に抗議して無神論者になったフェミニスト（例：アーネスティン・ローズ）がいるように、フェミニズムは宗教への抵抗であると表現されることもある。一方で、宗教信仰を守りつつ、フェミニズム運動に従事してきたフェミニストもいる。
キリスト教フェミニズムには、大きく二つの類型がある。一つ目は、従来の聖書解釈や教義がいかに男性中心主義・異性愛主義であったとしても、キリスト教の本質はフェミニズムの視点と合致すると考え、そのための再解釈を試みる方向性である。ここから、従来の理解とは異なるキリスト教の「本質」を語ることに力を入れる論者や、従来の伝統的な解釈を批判することに力を入れる論者がいる。二つ目は、キリスト教、あるいはキリスト教信仰の「本質」を前提とせず、それ自体を脱構築していく立場であり、再解釈や実践の反復としてのパフォーマティヴな側面を重視する方向性である。フェミニスト神学も、フェミニズム運動と同様、当初はアメリカの白人女性が中心的な担い手であったが、1970年代以後、黒人女性によるウーマニスト神学、ヒスパニック女性によるムヘリスタ神学、そしてアジアなど世界各国での女性神学に広がり、さまざまな女性の経験を射程に入れるようになった。
イスラム教フェミニズムは、イスラムの枠組みに基づき、女性の権利・男女平等・社会的正義を主張する。ここではコーランにおける平等の教えが強調され、コーラン・ハディース・シャリーアを通して、イスラム教の家父長的な解釈に疑問を投げかけ、より平等で公正な社会の創造を目指す。これはイスラムに根ざした運動ではあるが、その先駆者は世俗的で、西洋のフェミニズムの議論も利用しており、イスラムフェミニズムは世界的フェミニズム運動の一部として認識している。
仏教フェミニズムは、特に第二波以後に発展し、1986年に真宗大谷派において「女性差別を考えるおんなたちの会」が始まり、仏教内部からのフェミニズム運動の先駆けとなった。仏教徒でフェミニストのリタ・グロスは、仏教の法は本来は解放的で、女性差別から自由なものであるが、男性優位の制度によって女性差別が生じたと主張する。

### フェミニスト現象学
フェミニスト現象学は、現象学の方法論を用い、主流の現象学に欠けていた女性の経験を考察の中心に据えるものとして始まった。現在では、女性の経験に限定せず、さまざまな性的存在の経験や、マイノリティの経験について、当事者の視点から探求することを主とする。
現象学は、一人称の日常的な語りから出発するもので、日常では忘れ去られている原初的な経験を呼び起こし、そこから世界との関わり方を明らかにする。フェミニスト現象学は、その経験に現れるジェンダー構造にアプローチし、その個人が生きている社会の規範や制度の問題を開示することを目指している。

### 科学とフェミニズム
科学に対するフェミニストの研究は、科学や学術機関における権力の不平等がどのように生み出され、維持されるかを明らかにすることを目的とする。たとえば、サンドラ・ハーディングは、フェミニズムによる道徳・政治に関する洞察が、社会科学や生物学における、ジェンダー・セックスと社会・自然の間の関係についての従来の説明に対して、批判的な問いを投げかけたと述べる。ルース・ハバードやエブリン・フォックス・ケラーといったフェミニスト批評家は、従来の科学言説が男性視点に偏っているとして批判する。
リン・ハンキンソン・ネルソンは、フェミニスト認識論は、男性と女性の経験の間に根本的な違いを発見し、女性の経験を情報源として取り入れ、女性の経験を省略したり、誤って記述したり、過小評価したりすることの帰結を明らかにすることを重視すると述べる。一方、フェミニスト認識論は、社会的・政治的な価値観がその発見に影響を与えるとして批判されることもある。例えば、スーザン・ハークは、フェミニスト認識論が女性の思考に関するステレオタイプ（直感的で感情的であるなど）を強化するリスクがあると指摘し、ミーラ・ナンダも、こうした視点が女性を従来のジェンダー・ロールに閉じ込め、家父長制を正当化することになりかねないと警告する。

#### 生物学とジェンダー
現代のフェミニズムは、ジェンダーが生物学的に定まっているとする本質主義的な見解（ジェンダー本質主義）に異議を唱えている。たとえば、アン・ファウスト・スターリングの『ジェンダーの神話』は、「男性ホルモンは攻撃性・競争性を高める」といった従来の生物学で主張されてきた性質は、実は社会的状況によって左右されるものであると指摘する。そして、科学は時代や場所といった（政治介入を含めた）社会条件から切り離すことはできず、過去の生物学が男性の視点に偏っていたことを指摘した。

#### フェミニスト心理学
フェミニスト心理学は、心理学の研究における男性中心主義を批判する形で登場した。従来の研究では男性のみが被験者として研究され、男性の視点のみが研究対象とされていたが、女性が心理学の博士号を取得するようになると、女性とその問題が研究対象として導入された。フェミニスト心理学は、社会的文脈・生活体験・質的分析を重視する。

## 文化

### ビジネス
フェミニストの活動家は、書店・法律事務所・医療施設・出版社・信用組合・ホテル・バーといった様々なフェミニストビジネスを立ち上げてきた。これらのビジネスは、1970年代、1980年代、1990年代の第二波・第三波フェミニズムの一環として発展してきた。これらの試みの中では、資本主義的な市場の内部でできるフェミニズム的なエンパワメントには限界があることの指摘がなされることもあった。

### デザイン
イギリスの女性参政権運動で、襷・帽子・アクセサリーなどにおいてカラースキームが見られるように、フェミニズム運動の中ではアピールや戦略の一環としてさまざまなカラーリングが試みられた。また、インダストリアルデザイン・グラフィックデザイン・ファッションデザインといった分野で、フェミニストの長い活動の歴史があり、美、DIY、フェミニンなどのアプローチや、コミュニティベースのプロジェクトといったテーマが探求されてきた。近年の研究では、インダストリアルデザインにおけるフェミニストの視点が、どのようにポジティブな変化を促し、デザインの中での不平等を特定して社会的に持続可能で草の根のデザインの解決策を導くかが探求されている。

### 服装
フェミニズム運動は女性の服装にも変化をもたらし、ファッションが自由や主体性を示す手段となってきた。1849年、アメリカの服装改革論者のアメリア・ジェンクス・ブルーマーは、女性に膝丈のスカートとゆったりとしたズボンを推奨し、コルセットなどの着用に反対した。1902年には、羽仁もと子が女性の健康に留意した和洋折衷の服装を提案した。1920年代の中国では、纏足から解放された女性がチャイナドレスとハイヒールの組み合わせを開発した。

### 視覚芸術
フェミニズムアート運動は、フェミニズムの発展にともない、1960年代に始まり、1970年代を通じて盛んになったもので、「戦後において最も影響力のあった国際的な運動」と称され、「過去40年間にわたるアート制作とアート批評において、最も広い変革をもたらした」とされることもある。視覚芸術へのフェミニストのアプローチは、サイバーフェミニズムやポストヒューマンの動きによって近年発展し、現代の女性アーティストがジェンダー・ソーシャルメディア・身体性といった概念に対する主張を明らかにしている。
また、従来は男性向けとされたコンピュータゲームも、近年はフェミニズムの影響を受けており、女性が活躍する作品や、女性差別や人種差別を扱う作品、性的少数者が登場する作品なども増えている。近藤銀河は、ゲームをプレイすることは、ゲーム世界でのジェンダー・ロールの規範に乗って行動することであり、その規範の実践とその失敗を通して、規範の外にある生の可能性を見い出せると指摘する。

### 文学

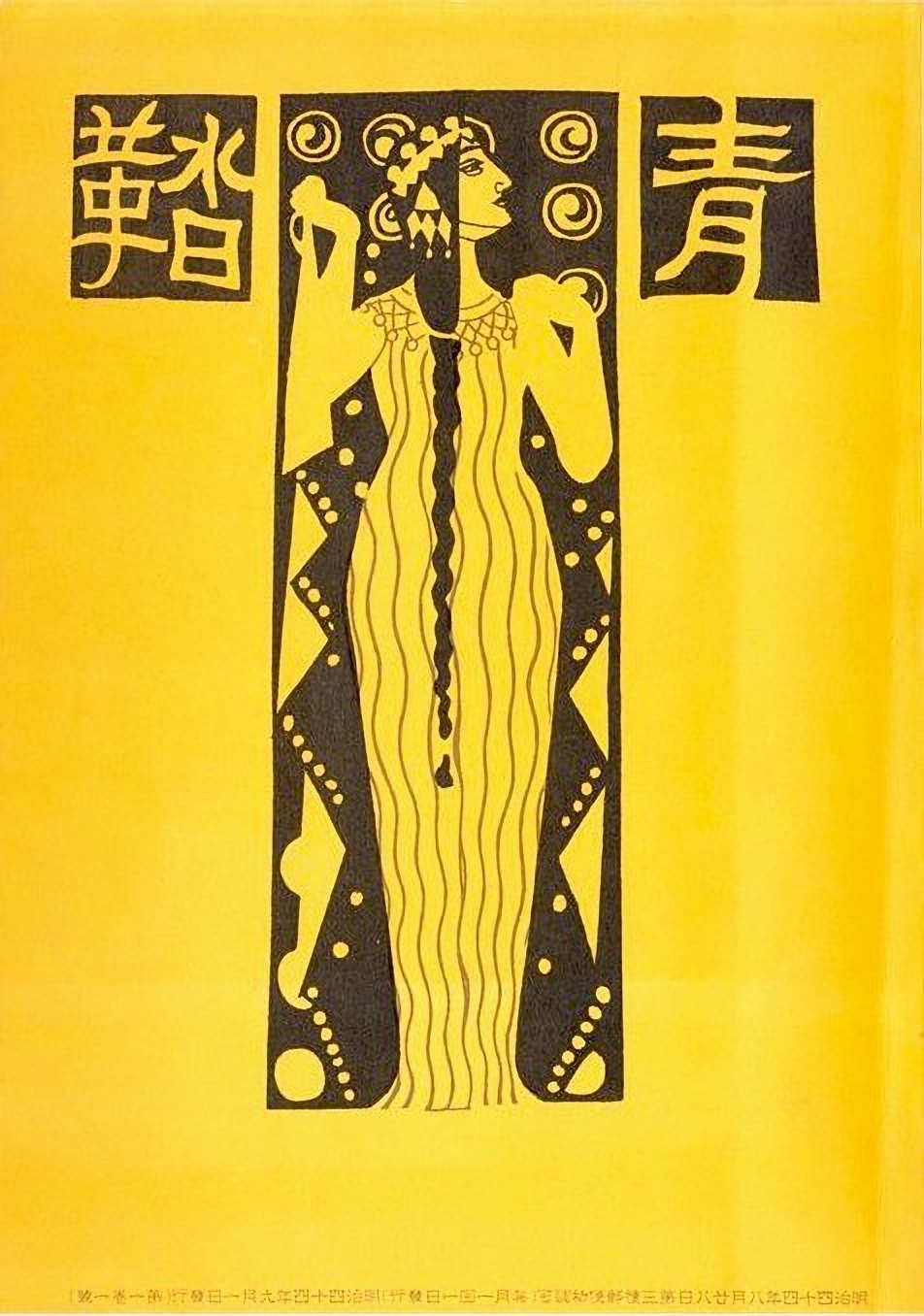
『青鞜』創刊号の表紙。1911年。

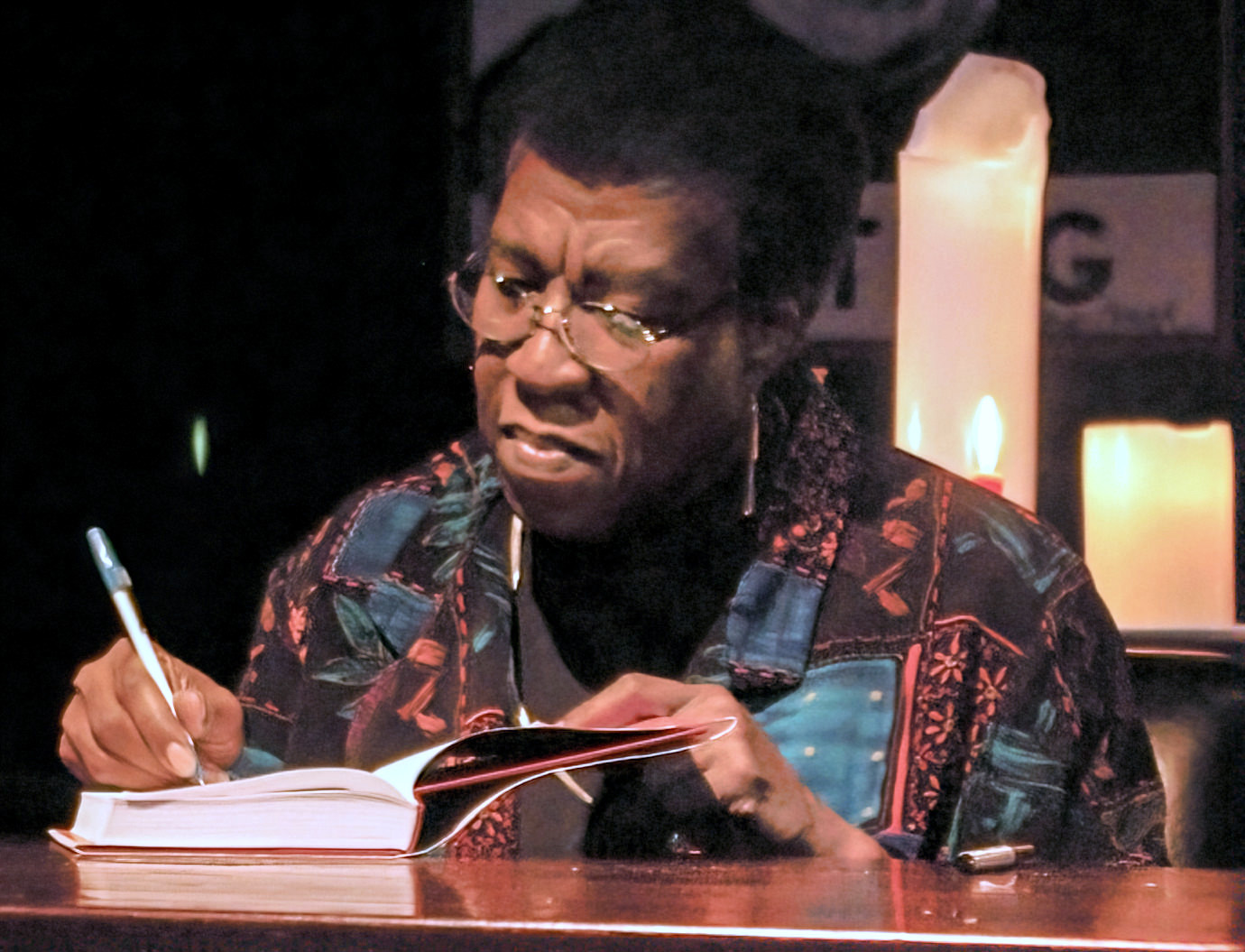
オクティヴィア・E・バトラー。フェミニストSF作家。

フェミニズムは、フェミニストの小説・ノンフィクション・詩などを生み出し、女性の書き手に対する新たな関心を引き起こした。女性の著作に対して関心が広がった背景には、文学における「正典」が拡張されたことがあり、ポストコロニアル文学・ゲイやレズビアンの文学・有色人種の著作・労働者の著作、また他の周縁化されてきた集団の創作物への関心が高まったことにより、「文学」とされる範囲が大幅に拡大し、それまで「文学」とされなかった児童文学・日記・書簡・旅行記も現在では学術的な関心の対象となっている。1911年には、平塚らいてうの主唱で『青鞜』（女性文学者160名を集めた文芸雑誌）が創刊され、家父長制・結婚制度への反対のほか、貞操・堕胎・公娼制度・良妻賢母観・姦通罪・性別役割・ジェンダー規範といったトピックについて議論を深めた。
エリース・レイ・ヘルフォードによれば、サイエンス・フィクションとファンタジーは、特に理論と実践の橋渡しとして、フェミニズム思想において重要な役割を果たしている。特にフェミニストSFは、ジェンダーを理解する際の社会的構築の役割を探るために、大学レベルで教えられることがある。
フェミニズムに関するノンフィクションは、女性の生の経験における懸念を表現する上で重要な役割を果たしてきた。たとえば、マヤ・アンジェロウの『歌え、翔べない鳥たちよ』は、アメリカで育った黒人女性が経験する特有の人種差別や性差別を表現し、大きな影響を与えた。さらに、多くのフェミニズム運動は、詩をフェミニズムの思想を公衆に伝える手段として取り入れ、詩集やアンソロジー、公開朗読を通じてその思想を伝えてきた。
また、過去に書かれた女性の作品は、女性がかつてどのように生きていたかを語り、彼女が持っていた力や、彼女がコミュニティに与えた影響を示すために、フェミニズムの中で活用されている。たとえば、女性文学の歴史において重要な人物とされるのが、ドイツの女性詩人のロスヴィータ（935–973）で、中世において女性の視点から女性の生活に言及した数少ない書き手の一人である。

### 音楽

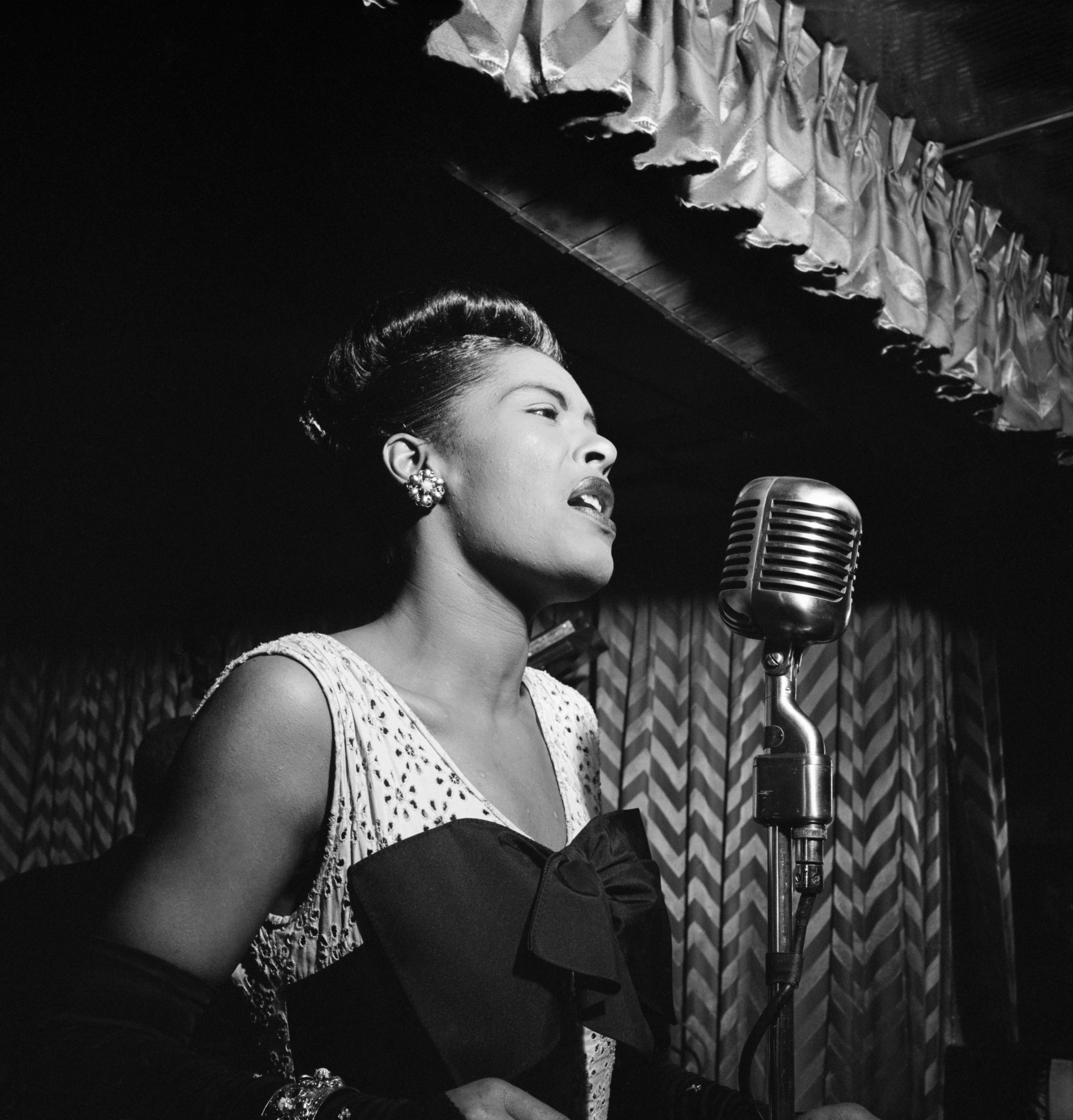
1947年、ニューヨーク。アメリカ人ジャズシンガー・ソングライターのビリー・ホリデイ。

女性音楽は、女性によって作られ、女性のために、そして女性について歌われた音楽を指す。このジャンルは、第二波フェミニズムの音楽的な表現として、また労働運動・公民権運動・平和運動の一環として生まれた。この運動は、クリス・ウィリアムソン、メグ・クリスチャン、マーギー・アダムなどのレズビアン、バーニス・ジョンソン・リーガンといったアフリカ系アメリカ人の女性活動家、そして平和活動家のホリー・ニアによって始められた。女性音楽は、演奏者にとどまらず、スタジオミュージシャン・プロデューサー・サウンドエンジニア・プロモーター・フェス主催者など、音楽業界全体にわたる女性の活躍を含んでいる。
1970年代、音楽学の中で女性作曲家や演奏家が発見され、フェミニズムの視点から音楽の「正典」・ジャンル・時代区分などの概念が見直され始め、伝統的な音楽史において女性音楽家がどのように位置づけられるべきかという問いが投げかけられるようになった。1980年代には、フェミニズムは音楽学の主要な関心対象となった。1980年代から1990年代にかけてこの流れは続き、スーザン・マクレアリー、マーシャ・シトロンなどの音楽学者が、音楽において女性が周縁化された文化的理由を考察し始めた。ここでは、ジェンダー化された言説としての「音楽」、プロフェッショナリズム、女性音楽の受容、音楽制作の場の検討、女性の資産や教育との関係、女性アイデンティティに関連する大衆音楽研究、音楽分析における家父長的な思想、そしてジェンダーと差異の概念などが検討された。

### 映画

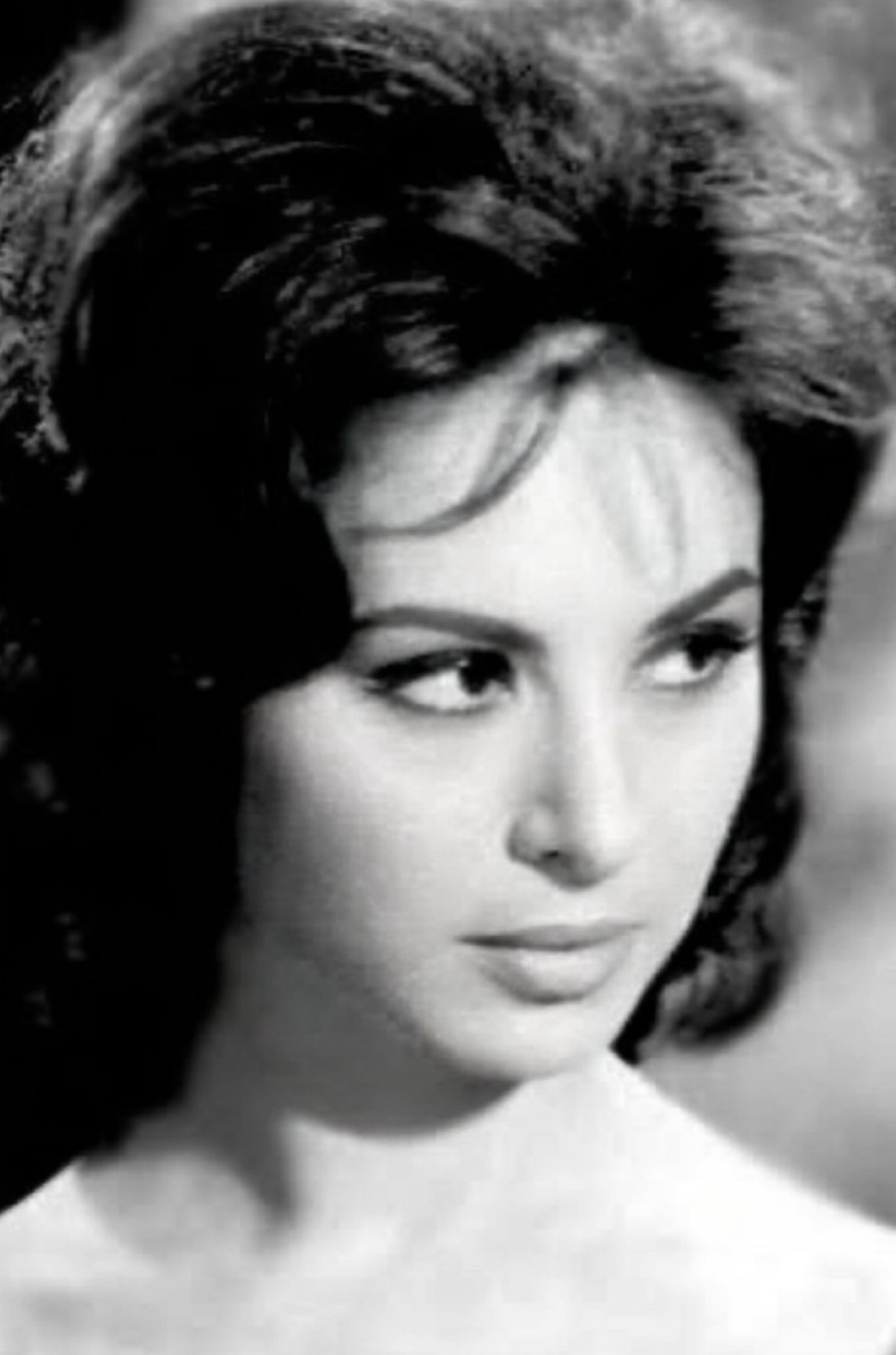
ファーティン・ハママ (1931–2015)。エジプト映画の伝説。中東やアフリカの多くの女性に影響を与えた。

フェミニスト映画は、フェミニストの視点を主張・描写するもので、1960年代後半から1970年代初頭にかけてのフェミニスト映画理論の発展とともに台頭した。1960年代、政治的議論や性解放の中で急進化した女性は、しかし急進主義が女性にとって実質的な変化をもたらさなかったことを受けて、主流の映画がどのように女性を描いているかを分析することに取り組んだ。1972年、アメリカとイギリスで最初のフェミニスト映画祭が開催され、最初のフェミニスト映画雑誌「Women & Film」が創刊された。この時期の先駆者には、クレア・ジョンストンやローラ・マルヴィが含まれ、エディンバラ映画祭で女性向けイベントを組織した。
フェミニスト映画の制作には、二つの異なるアプローチがあるとされる。一つは「脱構築」で、主流の映画の慣例を分析し解体することを狙い、観客と主流の映画の関係を変えることを目指す。もう一つは、「フェミニスト・カウンターカルチャー」で、これは女性的な表現を実体化し、女性特有の映画言語を探求するものである。

## 政治

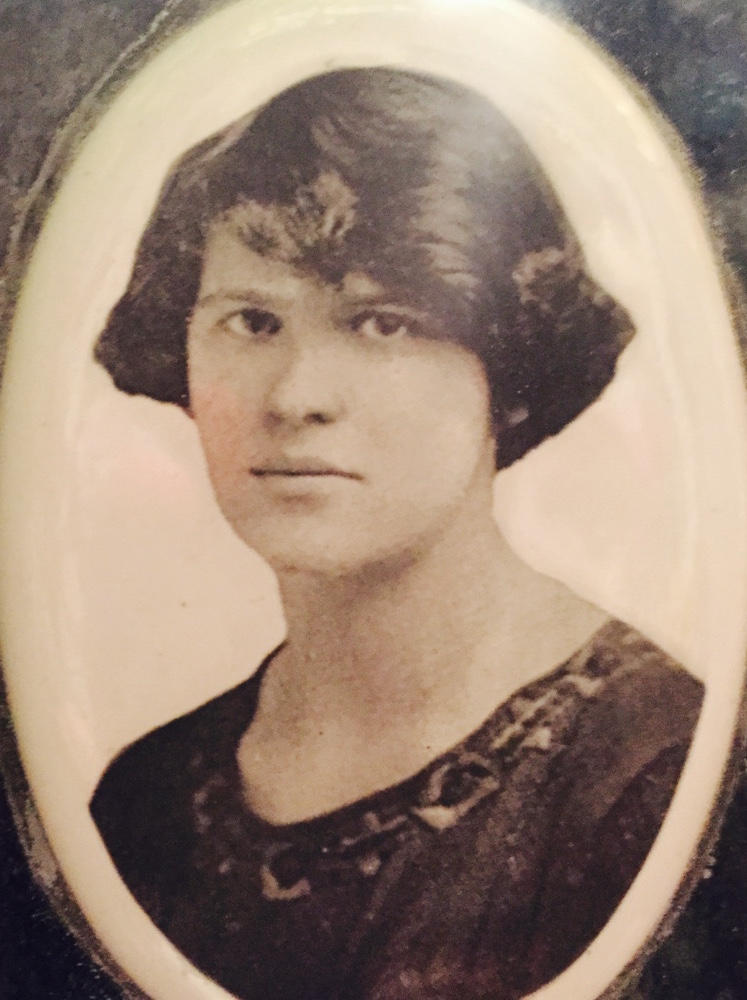
ローズ・コーエン。イギリス出身のサフラジェスト。1937年にスターリンの大粛清で処刑された。

フェミニズムは、20世紀の主要な政治運動と複雑な相互作用を持っていた。

### 社会主義
19世紀後半以降、社会主義と連携するフェミニストがいる一方で、社会主義イデオロギーは女性の権利に対する配慮が不十分であると批判するフェミニストもいた。1907年、シュトゥットガルトで国際社会主義女性会議が開かれ、参政権は階級闘争の道具であると説明された。クララ・ツェトキンは、女性問題の根本的な解決を可能にする唯一の社会主義的秩序を築くために、女性参政権が必要であると説いた。また、イギリスでは、女性運動は労働党と連携した。スペイン内戦では、ドロレス・イバルリがスペイン共産党を率い、女性の平等な権利を支持したが、前線での戦闘には反対したため、アナーカ・フェミニストのムヘレス・リブレスと対立した。
20世紀初頭のアイルランドのフェミニストに、サフラジェットでアイルランド共和主義・社会主義の立場をとるコンスタンツ・マルキエビッチがいる。彼女は1918年、イギリス庶民院で初めて選出された女性となったが、自制主義から議席には就かなかった。彼女は1916年のイースター蜂起の際、アイルランド指導者ジェームズ・コノリーによって率いられたアイルランド市民軍の指揮官でもあった。

### ファシズム

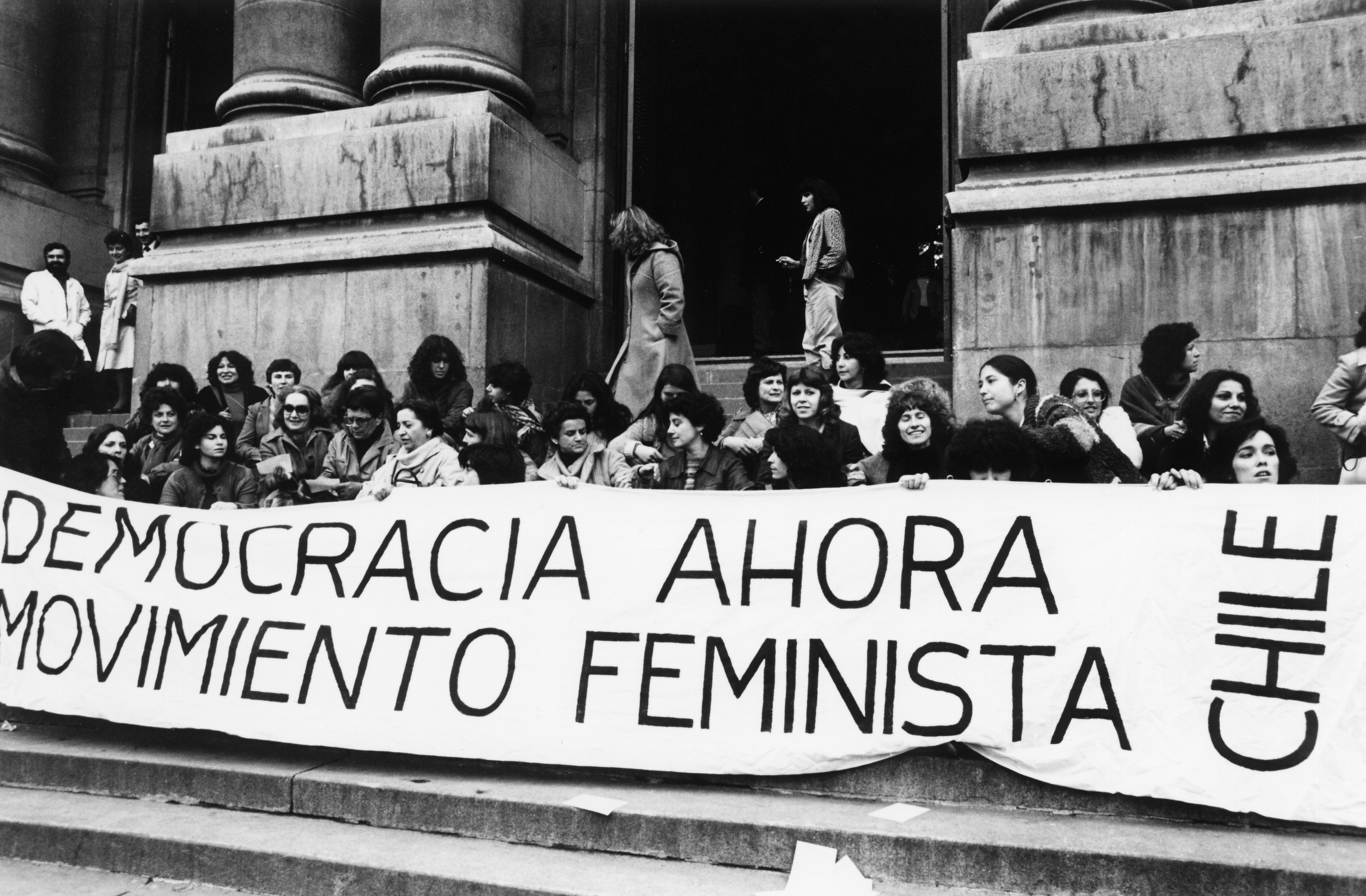
チリのフェミニストがアウグスト・ピノチェト政権に抗議する様子。

ファシズムのジェンダー観は、兵士としての男性・母親としての女性を強調することが多く、家父長制に従属する良妻賢母が理想的な女性とされ、女性の政治参加や家庭外労働は制限された。こうした観念は、伝統的なカトリック教会の価値観とも合致するものであった。ファシスト・マニフェストには女性参政権実現が盛り込まれており、1922年にムッソリーニのファシズム政権が成立した後、1925年に一部の女性に選挙権が認められたが、すぐに廃止され、実現したのはファシズム崩壊後の1946年であった。
シプリアン・ブラマイレスは、フェミニストの中にはアドルフ・ヒトラーの台頭に反対した者もいたが、フェミニズムとナチス運動の関係は複雑だと述べている。ナチスは家父長制社会と女性の役割を賛美しながらも、女性の雇用の平等を認めるとも主張した。しかし、ヒトラーとムッソリーニはフェミニズムに反対すると宣言し、1933年にナチズムがドイツで台頭して以降、それ以前にフェミニストが勝ち取った政治的権利や経済的機会は失われた。ジョルジュ・デュビらは、ファシズム社会は実際には階層的で、男性の力を強調し、女性は従属的な地位に置かれたと記す。ブラマイレスはまた、1960年代以降のネオファシズムはフェミニズムに敵対的で、女性が「従来の役割」を受け入れるべきだと主張するとも述べる。

### 公民権運動と反人種差別
1849年、アメリカのセネカフォールズ会議でエリザベス・キャディ・スタントンが女性参政権獲得に向けた演説をした際、奴隷解放運動を行っていたフレデリック・ダグラスはこれに賛同する演説を行うなど、黒人の参政権獲得と女性の参政権獲得の運動が協力関係にある時期もあった。しかし、南北戦争後、黒人男性に選挙権が与えられたものの、女性には選挙権がないままであったことに対し、スタントンは「黒人の投票権か、それとも白人女性の投票権か」という主張から白人男性に訴えかけ、徐々に人種差別的な主張に傾いていった。これに対して、フランシス・E・W・ハーパーは白人女性の特権性を指摘し、白人女性の活動家は性差別だけに着目し人種差別を矮小化しているとして批判した。このハーパーの批判は、後にインターセクショナリティの考え方に発展していくこととなった。

### 新自由主義
新自由主義は、特にグローバルサウスにおいて、女性労働力に対する多大な悪影響を与えているとして、フェミニスト理論から批判されている。非工業化国の女性の経験を分析すると、近代化政策によって有害な影響がもたらされることがあり、これは開発がすべての人々に利益をもたらすというよくある主張を反証するものとされる。また、フェミニズムが新自由主義・消費主義と結びつき、男女の経済的平等のみを目指すように向かっていることを批判するフェミニストもいる。
新自由主義の支持者は、女性の労働力参加を増やすことで経済的進歩が加速すると主張するが、フェミニスト批評家は、女性の参加だけでジェンダー平等が進むわけではないと批判する。新自由主義は、女性的とされる労働を低く評価し、男性・男性性の構造的な優位を作るため、家庭や職場における女性従属という重要な問題に対応していないとされる。グローバルサウスにおける雇用者は、女性的労働において、要求が少なく、従順で低賃金を受け入れる労働者を求める。また、雇用者は女性を「副収入を得る者」とみなすことで、賃金を低くし、訓練や昇進を怠ることを正当化することが多い。

## 社会への影響

女子に対するあらゆる形態の差別の撤廃に関する条約への参加国。
署名・批准
加入または継承
条約を遵守する未承認国家
署名のみ
未署名

フェミニズム運動は、社会に多くの変化をもたらした。これには、女性参政権の獲得、教育へのより広いアクセス、男性と比較してより平等な賃金、離婚訴訟を起こす権利、妊娠に関する個別の決定を行う権利（避妊や中絶へのアクセスを含む）、そして財産を所有する権利が含まれる。特に第二波フェミニズムによって、性別役割分業等の性差別の撤廃や、女性の性と身体の自己決定権が掲げられて運動がなされ、国連の世界女性会議の開催・女性差別撤廃条約の発効などの変化があったが、現代にも性差別は根強く存在していると言われている。江原由美子は、第二波以後のフェミニズムによって起きた社会の変化と、変化が滞っている点について、2022年時点の大きな傾向を以下のようにまとめている。
1. 各国での性別役割分業意識が変革された。性別役割分業意識が比較的高いとされる日本においても、「夫は外で働き、妻は家庭を守る」という考え方に反対する人が多数派となった[282]。
2. 各国で女性の大学進学率が高くなり、女性が上回る国もある[282]。
3. 女性の就業率は各国で上昇したが、国によって差が大きい[282]。
4. 管理職女性比率・女性賃金率も上昇傾向にあるが、国によって差が大きい（男女の賃金差）。男性と全く同じレベルの管理職女性比率・女性賃金率を実現した国はない[282][注釈 8]。
5. 女性の政治参加率も上昇傾向だが、国によって大きな差があり、特に日本は低い[282][注釈 9]。
6. 男性の家事負担・育児分担の割合も上昇傾向だが、国によって差が大きい[282]。
7. 女性の人権については、悪化している国としてアフガニスタン・南スーダン・シリアがある[282]。
8. 女性への性暴力件数については、日本では減少の傾向は見い出せない[282]。
9. 性的マイノリティへの差別や人権侵害も多く、同性愛が犯罪とされる国は76か国あり、メディアでの偏見も蔓延している[282]。

以上を踏まえて、江原は、ジェンダー平等はいまだに実現していないが、社会調査の結果からジェンダー平等の実現を望む人が多くいることは確かで、フェミニズムは現代も必要とされていると述べる。

### 言語
ジェンダー・ニュートラルな言語を支持する人々は、性別特有の言語の使用がしばしば男性の優越を暗示し、不平等な社会状態を反映すると主張する。たとえば、『The Handbook of English Linguistics』は、男性代名詞や、性別特有の職業名は、英語の言語慣習が歴史的に男性を人類の典型として扱ってきた例であるとする。

## 社会の反応
フェミニズムに対して、さまざまな人々が反応しており、その支持者と批判者には男女ともに含まれている。アメリカの大学生の間では、男女ともにフェミニストを自称するよりも、フェミニズムの理念を支持する傾向が強い。アメリカのメディアはフェミニズムを否定的に描写する傾向があり、フェミニストは「一般女性の日常的な仕事やレジャー活動と結びつくことが少ない」とされる。しかし、最近の研究によると、自らフェミニストを名乗る人々やさまざまな形態のフェミニズムに関する議論に触れることで、自分自身もフェミニズムに共感を持つようになる人が増えていることが示されている。

### 男性と男性性
フェミニズム理論は、男性性の社会的構築と、それがジェンダー平等の目標に及ぼす影響を分析してきた。ここでは、男性性が社会的に構築されることによって、男性が攻撃性や競争と結びつけられ、家父長制的で不平等なジェンダー関係を強化するとされ、フェミニズムによって問題視される。フェミニズム理論によれば、家父長的な文化は、男性の「可能な男性性の形態」を制限し、結果的にその人生の選択肢を狭めている。
フェミニズムにおける男性の参加は、一般的にはフェミニストによって奨励され、ジェンダー平等を社会全体で達成するための重要な戦略とみなされる。過去にはフェミニストになれるのは女性だけだと主張されることもあったが、歴史的に見ると、男性もフェミニストとして積極的に活動し、影響を及ぼしてきた。現在のフェミニズム理論と男性性研究において広く承認されているのは、男女が協力してフェミニズムの大目標を達成すべきというものである。

### プロフェミニズム
プロフェミニズムとは、支持者自身がフェミニスト運動の一員であることを明らかにせずに、フェミニズムを支持することである。この用語は、主にフェミニズムを積極的に支持する男性に対して使われることが多い。プロフェミニストの男性の活動には、学校での少年や若い男性への暴力防止教育、職場でのセクハラに関するワークショップの提供、地域教育キャンペーンの実施、そして暴力を行う男性へのカウンセリングが含まれ、フェミニストや女性支援サービスと協力して行われることもある。

### 反フェミニズムとフェミニズム批判
反フェミニズムとは、フェミニズムに対して部分的または全体的に反対することである。19世紀には、反フェミニズムは主に女性参政権への反対に焦点を当てていた。後に、高等教育機関への女性の進出に反対する者は、教育が女性にとって過度の身体的負担であると主張した。他のアンチフェミニストは、女性の労働市場への進出や労働組合への参加、陪審員への選出、避妊や性的自己決定権の取得に反対した。
反フェミニズムの立場を取る理由としては、伝統的な価値観や宗教的信念に反するからという場合がある。例えば、離婚や未婚の女性を受け入れることが有害であるとか、男性と女性は本質的に異なるから社会におけるジェンダー・ロールを維持すべきだと主張されることがある。他にも、女性の労働・政治への進出や参政権によって、男性支配が弱まることに反対する人もいる。ダフネ・パタイとノレッタ・コルトジェは、「反フェミニズム」という言葉が、フェミニズムに関する学術的議論を黙らせるために使われていると主張する。